# Hahnenfußgewächse
Die Hahnenfußgewächse (Ranunculaceae) sind eine Familie in der Ordnung der Hahnenfußartigen (Ranunculales) innerhalb der Bedecktsamigen Pflanzen (Magnoliopsida). Diese Familie umfasst etwa 62 Gattungen mit etwa 2525 Arten und ist weltweit vertreten, hauptsächlich in den gemäßigten Zonen der nördlichen Erdhalbkugel.
Alle Hahnenfußgewächse enthalten Protoanemonin und sind daher für Tiere giftig.

## Beschreibung

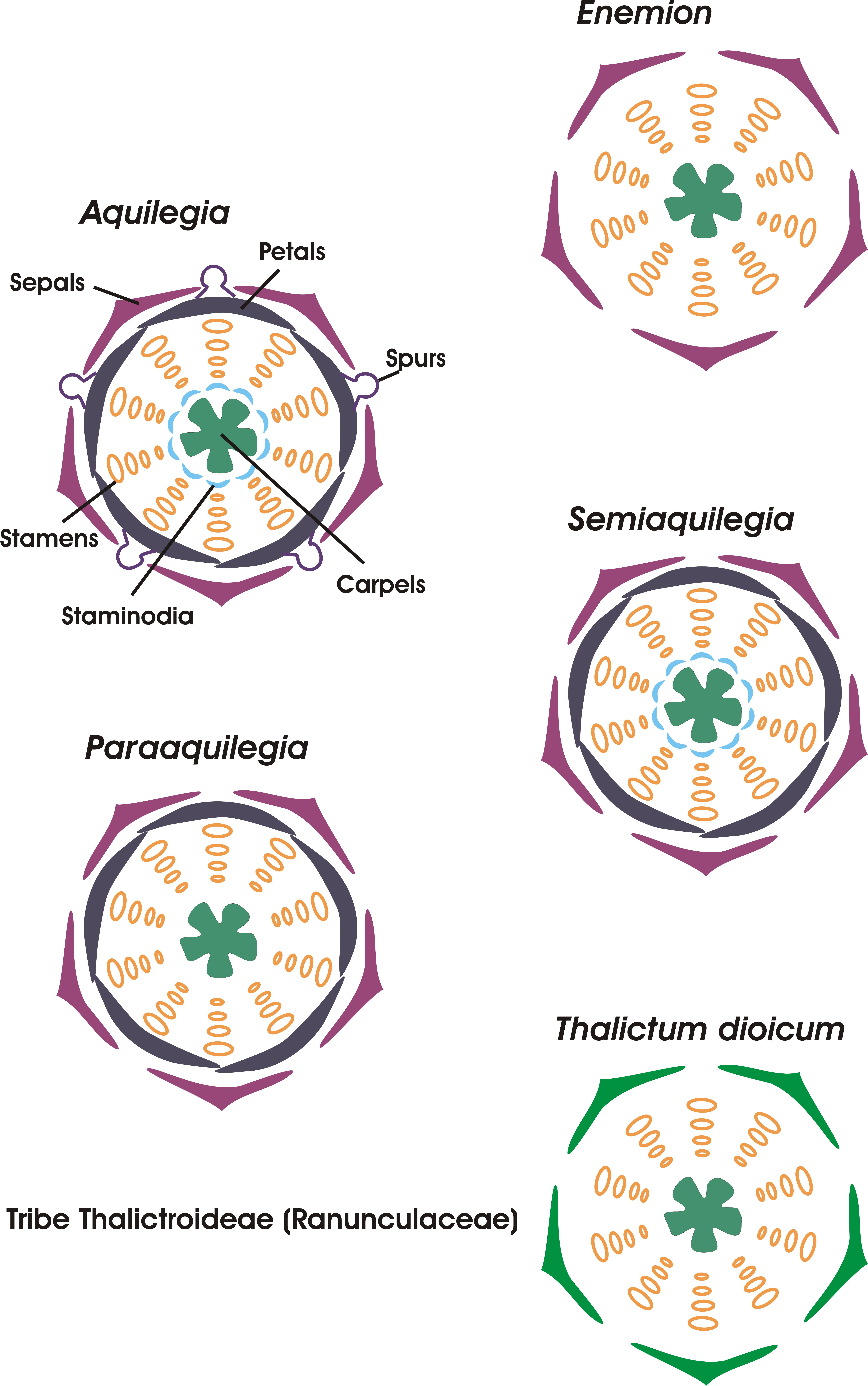
Die Gattungen im Tribus Thalictroideae zeigen die gesamte Variation der Blütenmorphologie der Hahnenfußgewächse. So fehlen bei Enemion und Thalictrum Kronblätter (Petalen), bei einigen Arten von Thalictrum (Thalictrum dioicum) erfüllen auch die Kelchblätter keine Blütenfunktion mehr. Das neuartige Blütenorgan der Staminodien wird nur in Enemion und Aquilegia gefunden. Aquilegia trägt auch als einzige Gattung der Thalictroideae Nektarsporne.

Die Vertreter der Familie der Hahnenfußgewächse weisen innerhalb der Bedecktsamer sehr ursprüngliche Merkmale auf. Typische Merkmale hierfür sind die hohe und unbestimmte Zahl der Blütenorgane, deren häufig schraubige Stellung, die chorikarpen Fruchtknoten sowie Übergänge zwischen den Organen. So kann die Funktion des Kelchs als Schutz im Knospenstadium von Hochblättern dicht unter dem Perigon übernommen werden (z. B. Hepatica). Andererseits kann diese Funktion auch von petaloiden Nektarblättern übernommen werden, die sich zuerst von Staubblättern in Nektarblätter umwandelten und dann kronblattähnlich wurden, wie z. B. bei der Gattung Ranunculus.

### Erscheinungsbild und Blätter
Meistens handelt es sich um krautige Pflanzen, sehr häufig sind es ausdauernde Pflanzen, seltener einjährige; außerdem gibt es verholzende Pflanzen: Halbsträucher, Sträucher (Xanthorhiza) und Lianen (Clematis). Bei manchen Arten werden Rhizome (Beispiel Coptis) oder Knollen als Überdauerungsorgane gebildet.
Es gibt Arten mit mehr oder weniger deutlicher Heterophyllie. Die Laubblätter sind meist  wechselständig und spiralig oder seltener gegenständig (Clematis) angeordnet, die bei einigen Arten grundständig konzentriert sein können. Die Laubblätter sind oft in Blattstiel und -spreite gegliedert. Die Blattspreiten sind einfach oder oft geteilt beziehungsweise gegliedert. Die Blattnervatur ist sehr unterschiedlich. Es sind meist keine Nebenblätter vorhanden, falls welche vorhanden sind, dann sind sie intrapetiolar.
Gelegentlich ist nur ein Keimblatt, aber meist zwei Keimblätter (Kotyledonen) vorhanden, die oft verwachsen sind.

### Blütenstände und Blüten
Die Blüten stehen, oft auf einem Blütenstandsschaft, einzeln oder in zymösen, traubigen oder rispigen Blütenständen zusammen.
Die Blüten sind meistens zwittrig. Während einige Gattungen (Beispiel Eisenhut) zygomorph aufgebaute Blüten haben, weisen die meisten Hahnenfußgewächse einfache radiärsymmetrische Blüten auf, wobei allerdings Fruchtblätter und Staubblätter oft schraubig gestellt sind. Die Blütenhülle besteht, im Gegensatz zu der Überzahl der anderen Taxa der Bedecktsamer, meist nur aus einem Blütenhüllblattkreis. Ausnahme ist z. B. die Gattung Adonis, deren Blütenhülle in Kelch und Krone gegliedert ist. Die Zahl der Blütenhüllblätter variiert innerhalb der Familie von vier Blütenhüllblättern zum Beispiel bei Clematis bis zu vielen Blütenhüllblättern zum Beispiel beim Scharbockskraut. Die fünf bis fünfzig freien Blütenhüllblätter stehen in ein oder zwei Kreisen.
Bei vielen Taxa sind Nektarblätter vorhanden; diese „Honigblätter“ besitzen eine Nektartasche, meist am Grund. Traditionell wurden die Nektarblätter als von Staubblättern abgeleitete Organe interpretiert, sie werden aber heutzutage eher als Kronblätter angesehen.
Staubblätter und Fruchtblätter sind häufig schraubig gestellt. Von den 15 bis 100 Staubblättern können alle fertil sein, oder die äußeren sind Staminodien.
Es sind selten 1 (bei Actaea) bis, meist 3 bis 100 (meist viele) Fruchtblätter vorhanden. Die oberständigen Fruchtblätter sind meist frei (= chorikarp) und sind nur bei wenigen Taxa mehr oder weniger stark verwachsen (beispielsweise Aquilegia, Nigella). Die Fruchtblätter können gestielt sein. Die Fruchtblätter enthalten 1 oder 2 bis 100 Samenanlagen. Die Plazentation ist, wenn die Fruchtblätter frei sind, marginal oder basal. Wenn die Fruchtblätter zu einem Fruchtknoten verwachsen sind, dann ist er drei- bis fünfkammerig und es sind 3 bis 15 je Fruchtkammer vorhanden.

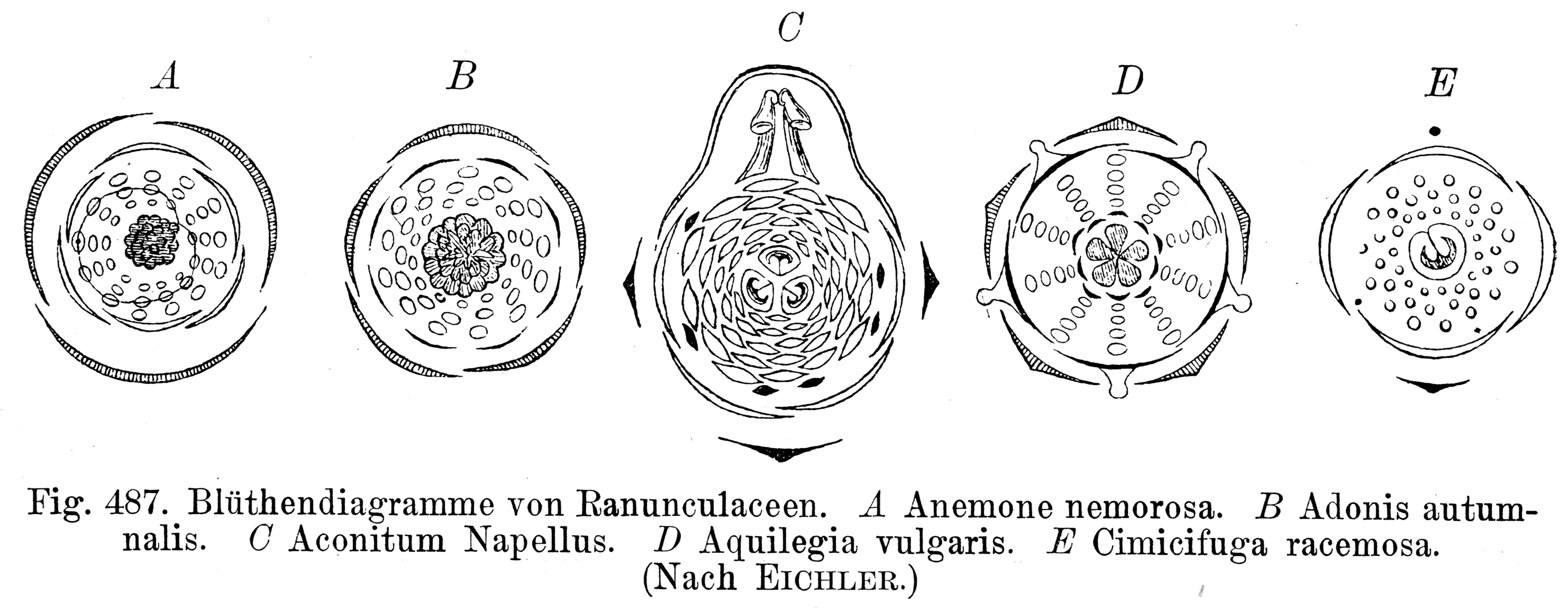
Blütendiagramme: A Anemone nemorosa, B Adonis autumnalis, C Aconitum napellus, D Aquilegia vulgaris, E Cimicifuga racemosa

Die Blütenformel lautet oft: {\displaystyle \star K_{2}-_{5}\;C_{5}\;A_{\infty }\;G_{\underline {\infty }}}

### Früchte
Auch die meisten Früchte der Hahnenfußgewächse zeigen relativ ursprüngliche Merkmale, besonders die Balgfrüchte, oft sind es Sammelbalgfrüchte. Daneben gibt es auch Taxa mit Nüsschen. Einige wenige Taxa bilden Kapselfrüchte oder Beeren.

### Inhaltsstoffe
Wichtige Inhaltsstoffe sind Esteralkaloide, beispielsweise der besonders giftige Stoff Aconitin bei Eisenhut (Aconitum). Auch weitere Alkaloide wie Protoanemonin, Diterpen-Alkaloide, Isochinolin-Alkaloide kommen häufig vor.
Es sind keine ätherisch Öle enthalten.

## Ökologie
Es sind Hydrophyten bis Mesophyten. Falls es Wasserpflanzen sind, können sie über der Wasseroberfläche oder untergetaucht oder flutend wachsen.
Die Bestäubung erfolgt meist durch Insekten (Entomophilie), selten (bei Thalictrum) auch durch den Wind (Anemophilie).

## Systematik und Verbreitung

### Taxonomie
Die Familie Ranunculaceae wurde 1789 durch Antoine Laurent de Jussieu aufgestellt. Synonyme für Ranunculaceae Juss. sind: Aconitaceae Bercht. & J.Presl, Actaeaceae Bercht. & J.Presl, Anemonaceae Vest, Aquilegiaceae Lilja, Cimicifugaceae Bromhead, Coptaceae Á.Löve & D.Löve nom. inval., Glaucidiaceae Tamura, Helleboraceae Vest, Hydrastidaceae Martinov, Nigellaceae J.Agardh, Thalictraceae Raf.

### Innere Systematik

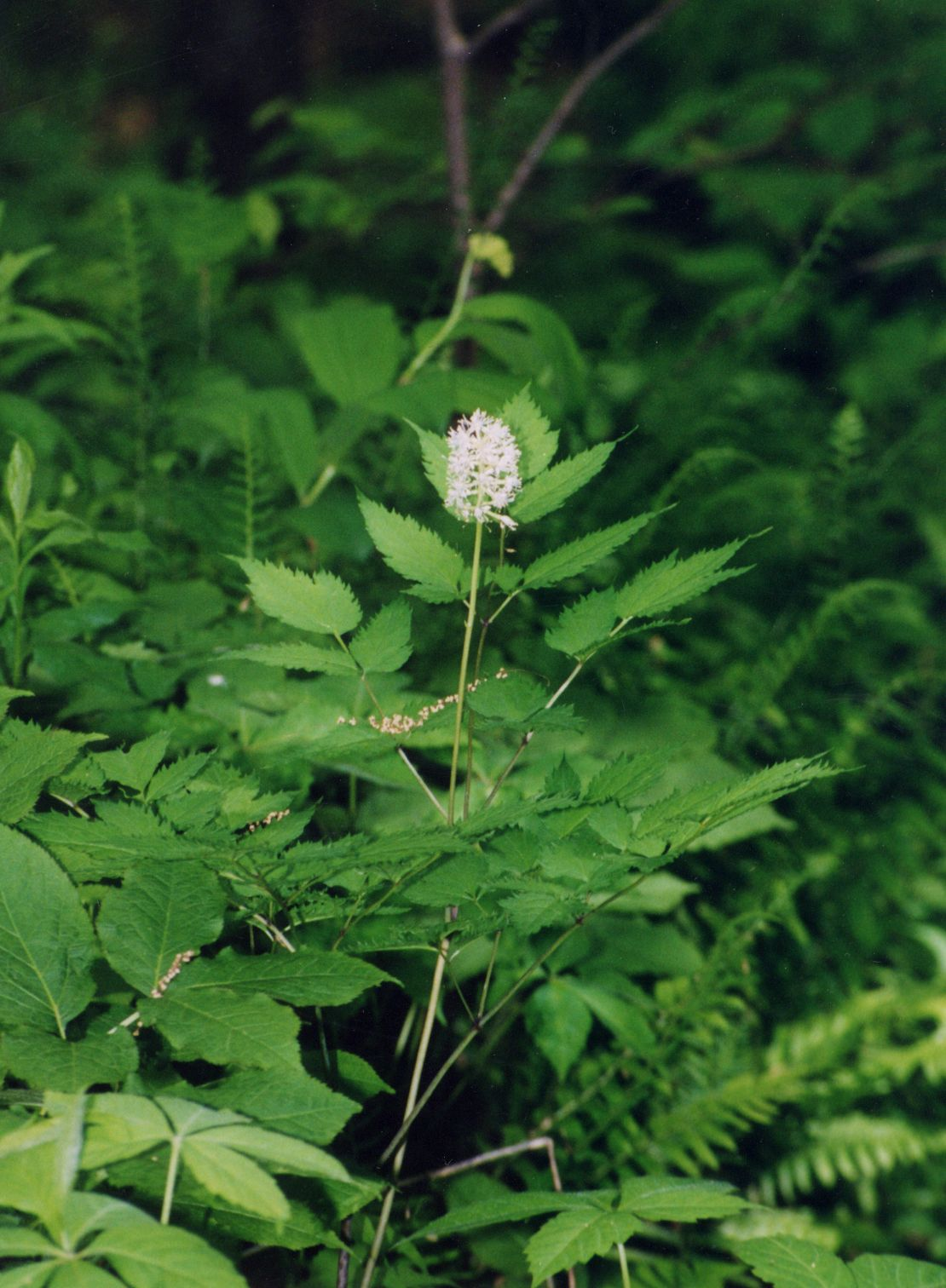
Tribus Actaeeae: Dickstieliges Christophskraut (Actaea pachypoda)

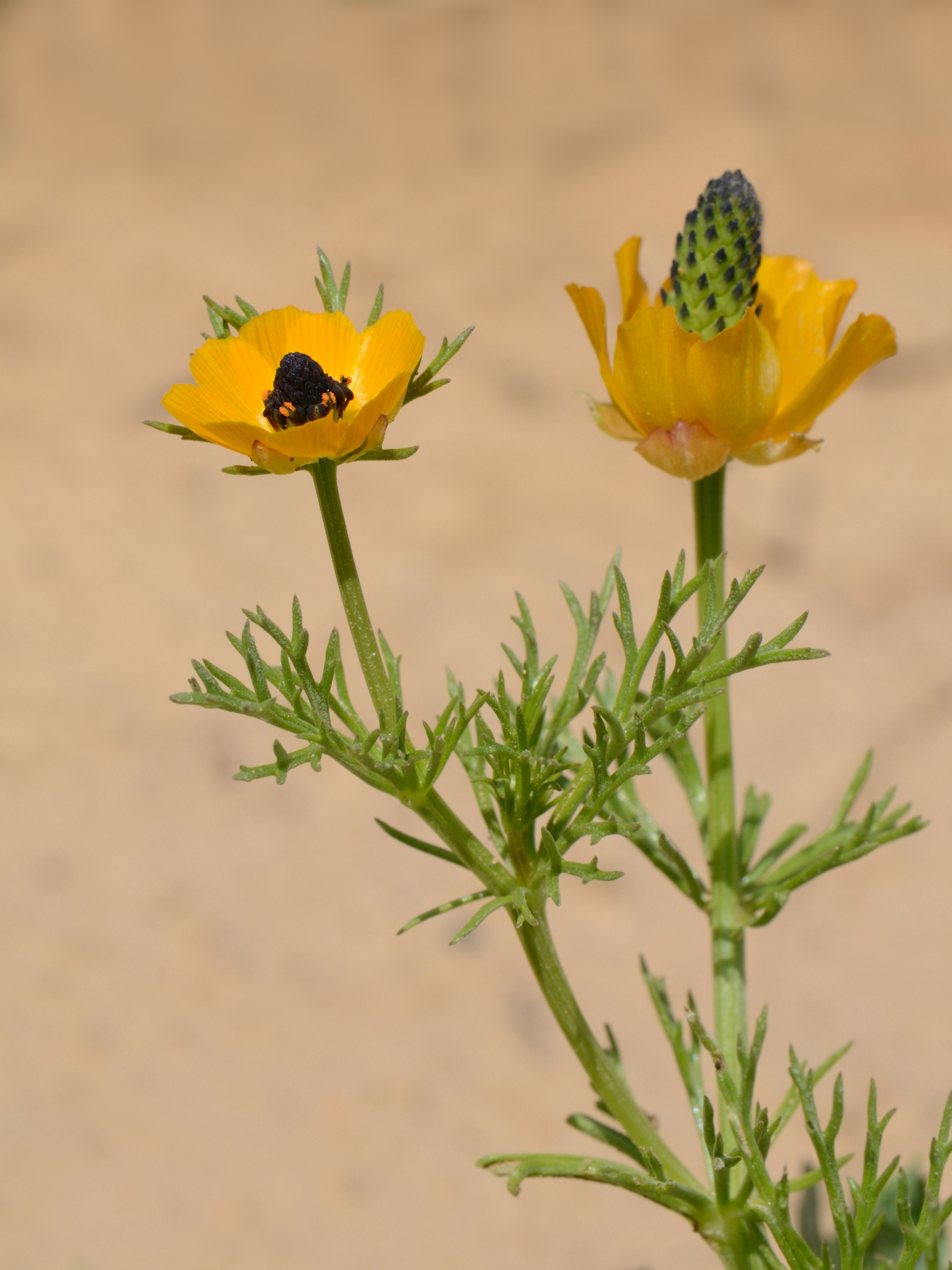
Tribus Adonideae: Adonis dentata

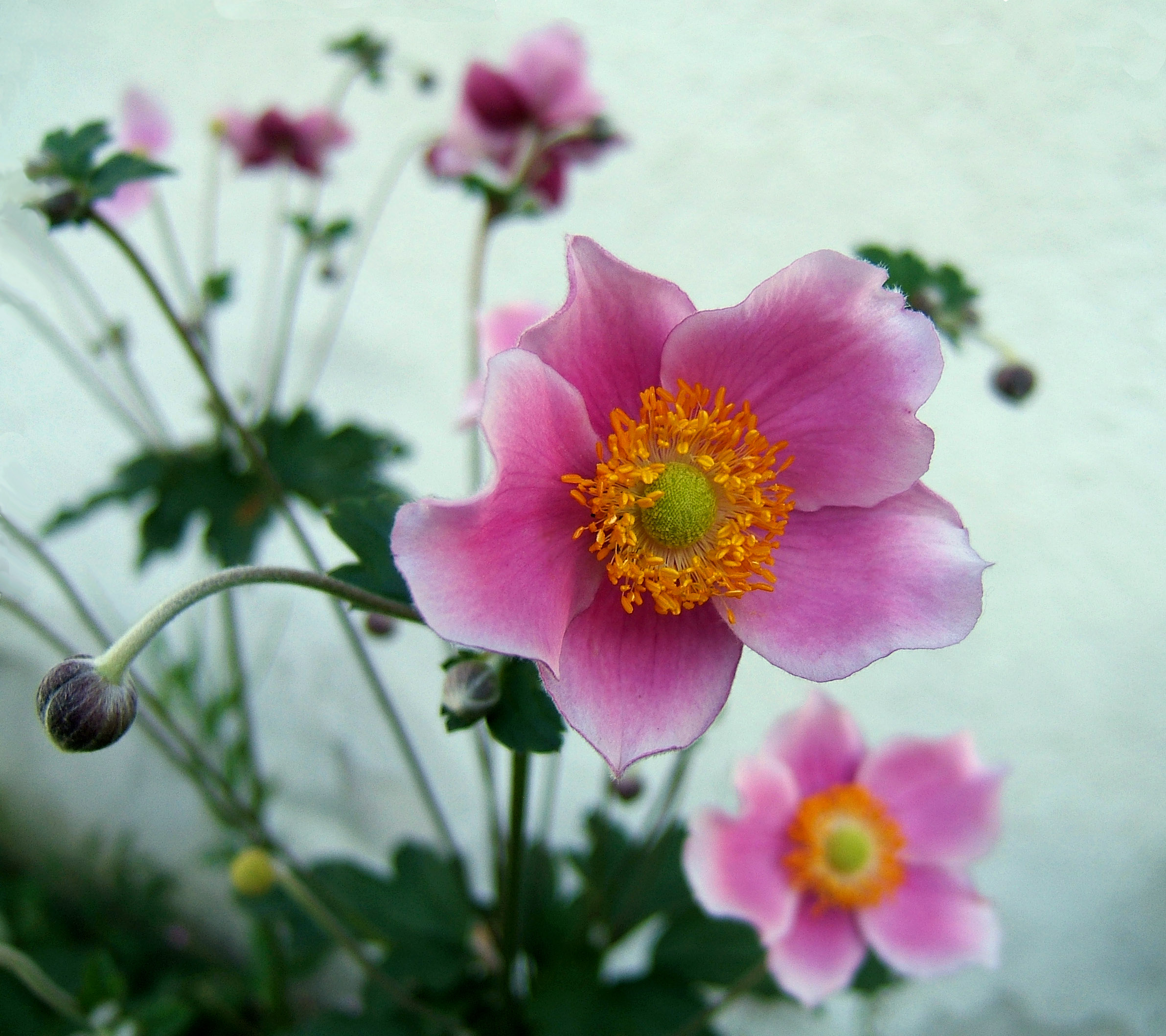
Tribus Anemoneae: Herbst-Anemone (Anemone hupehensis)

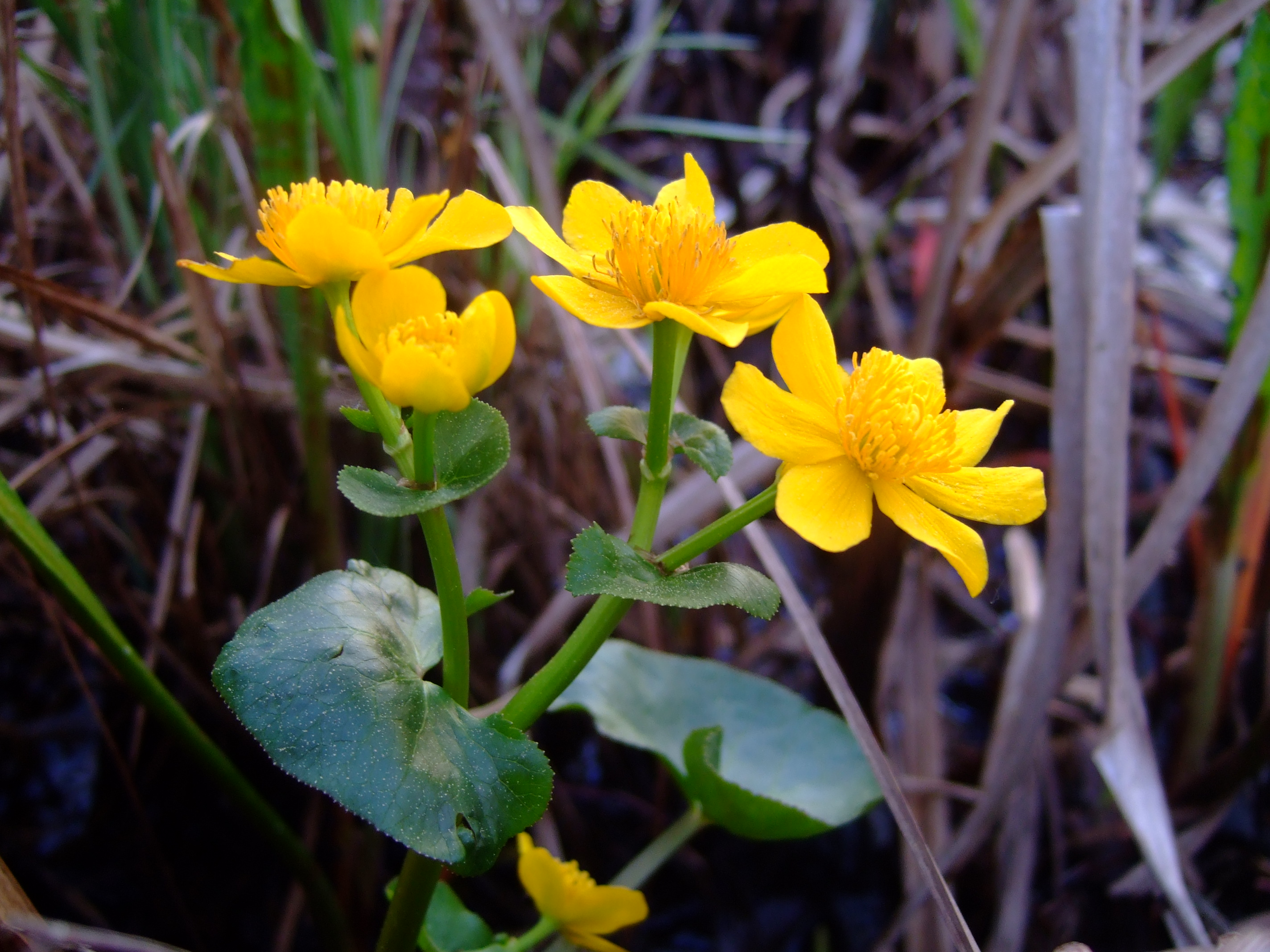
Tribus Caltheae: Sumpf-Dotterblume (Caltha palustris)

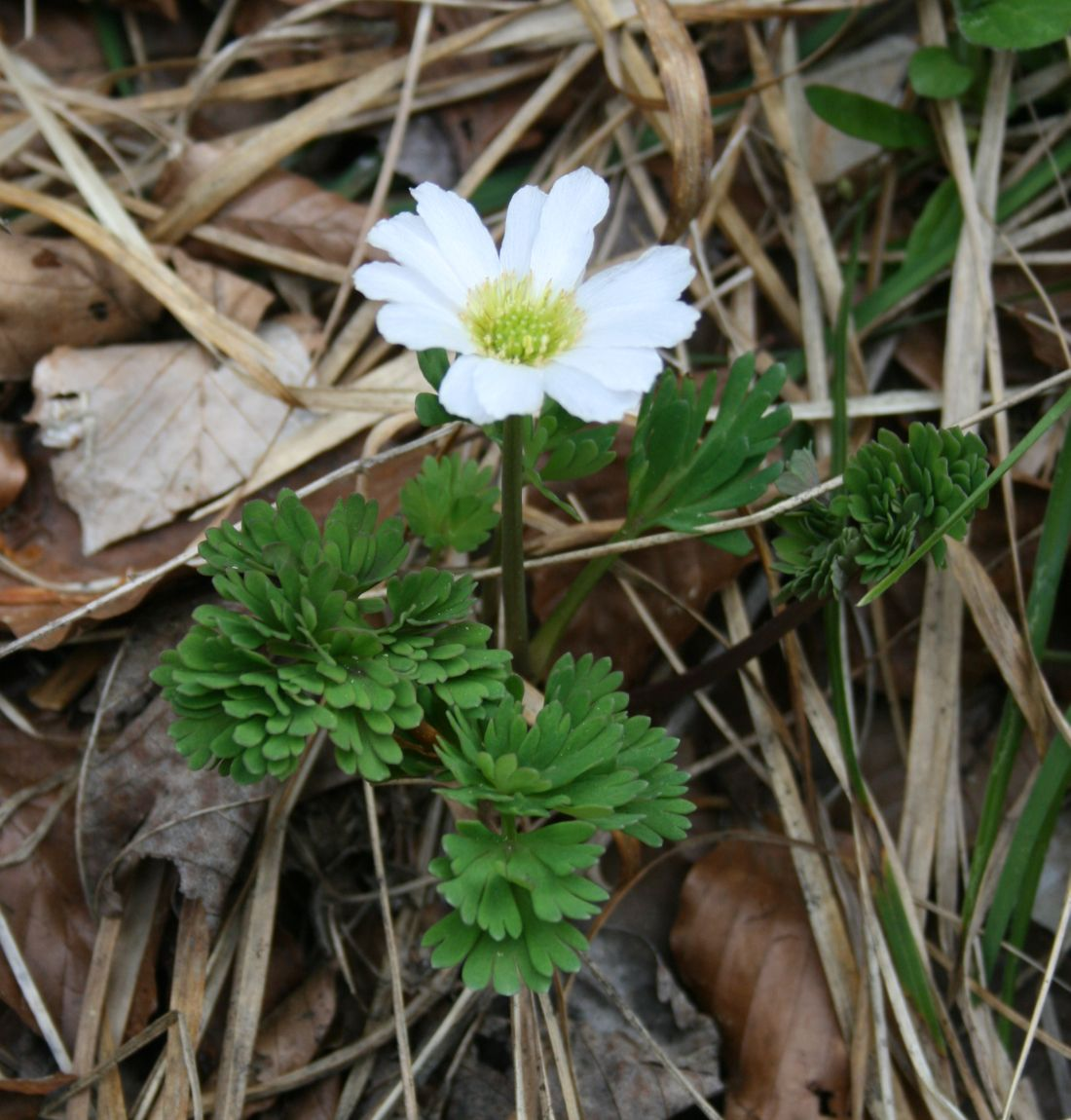
Tribus Callianthemeae: Anemonen-Schmuckblume (Callianthemum anemonoides)

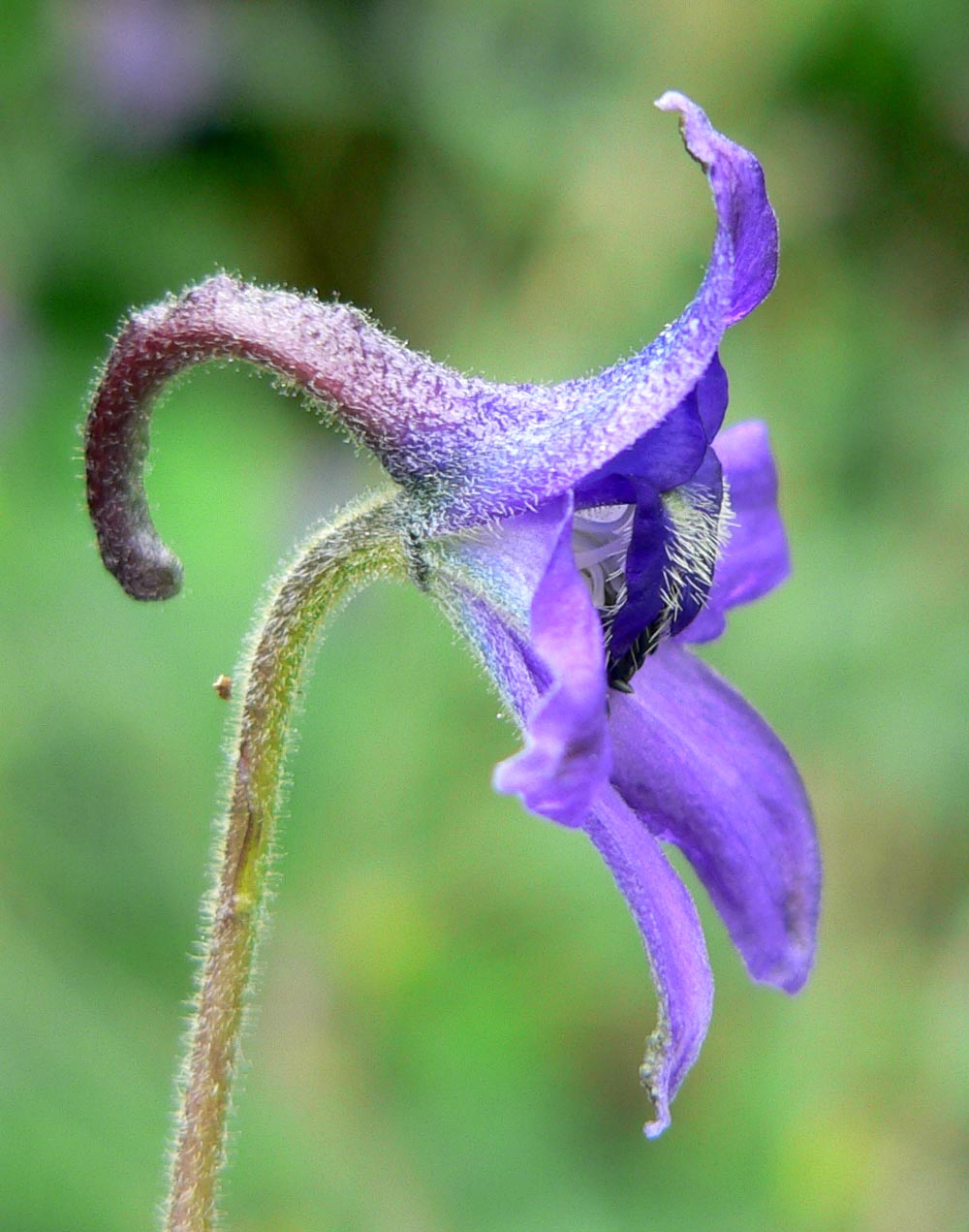
Tribus Delphinieae: Delphinium ceratophorum

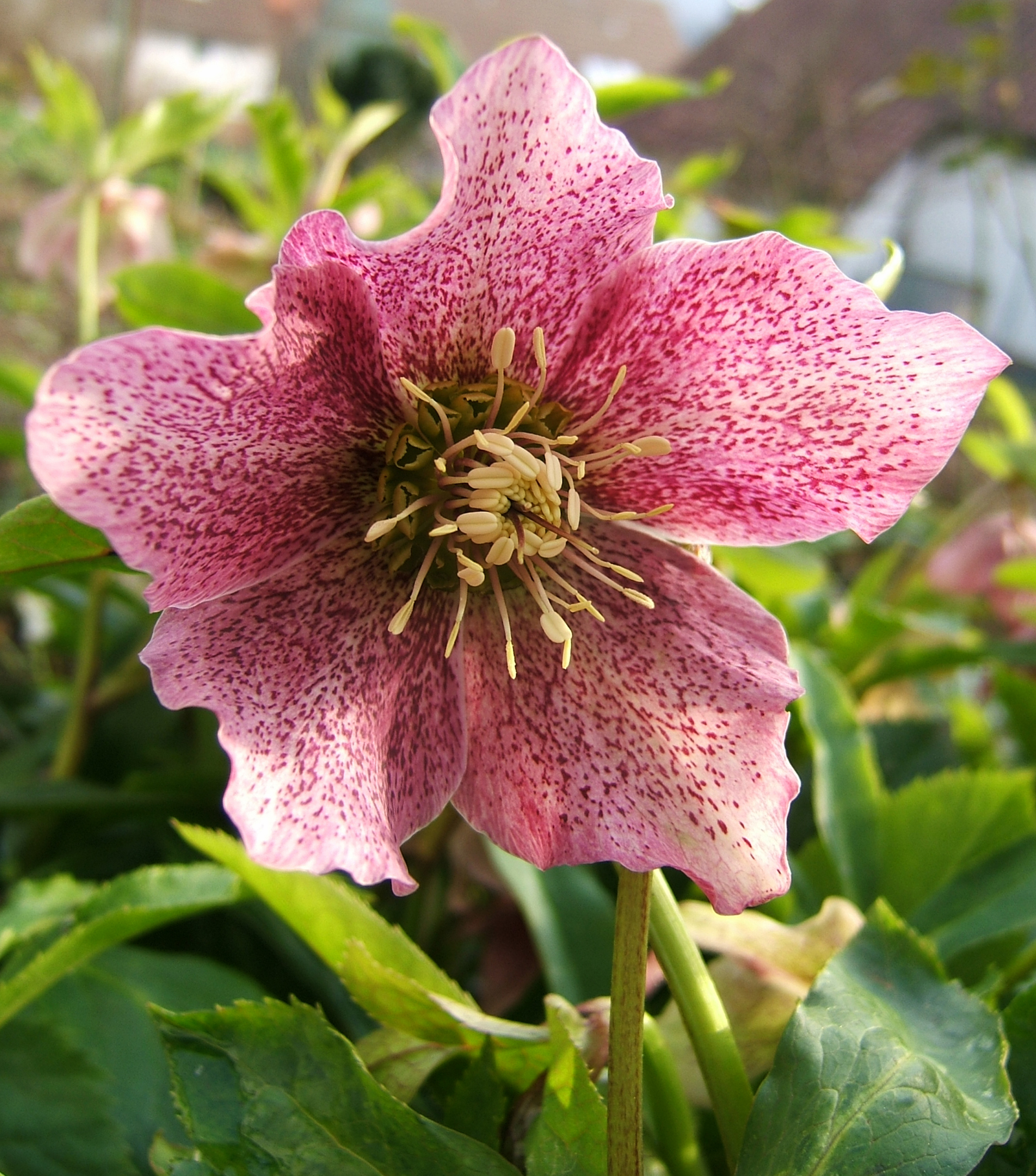
Tribus Helleboreae: Nieswurz (Helleborus ×hybridus)

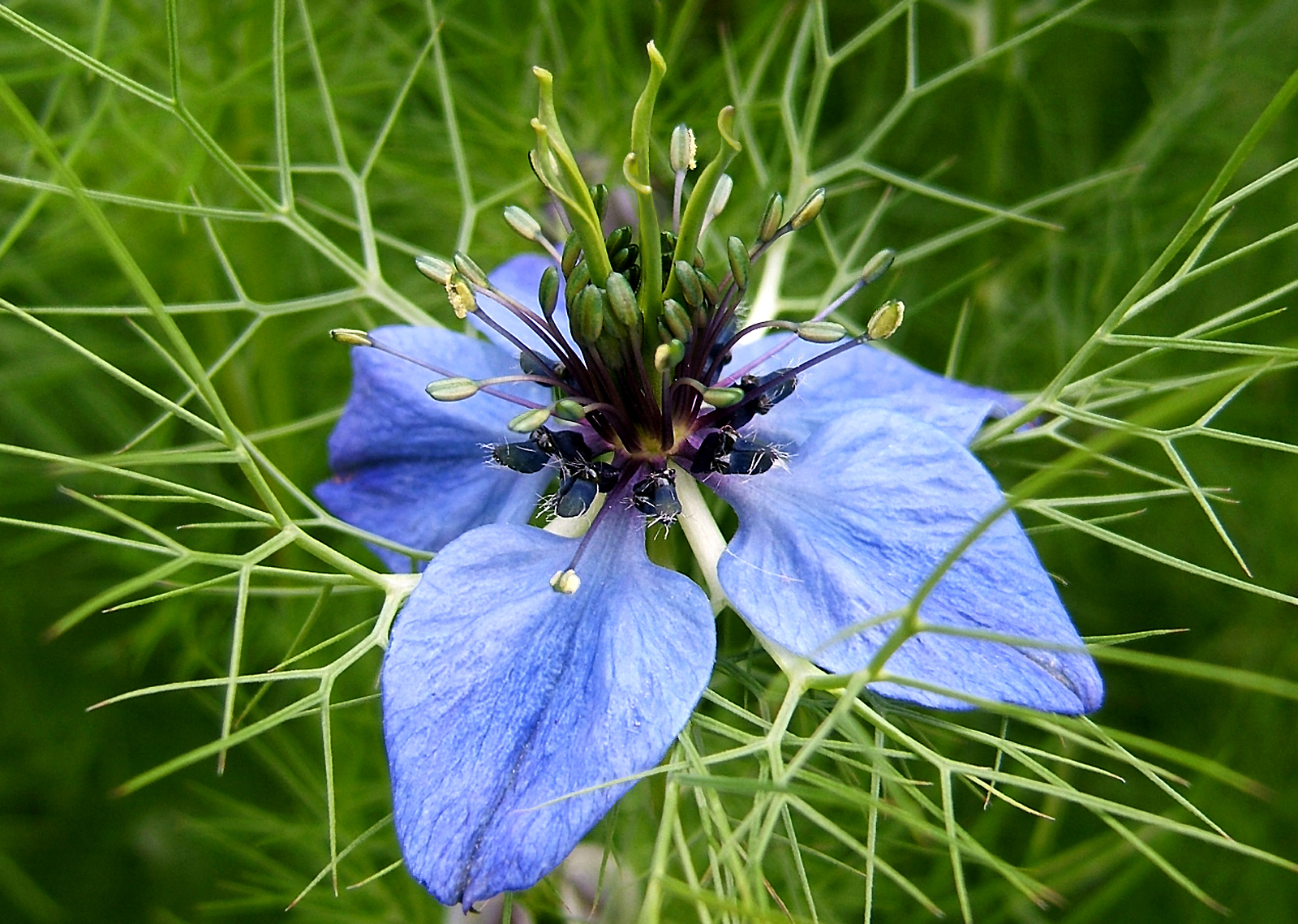
Tribus Nigelleae: Schwarzkümmel
(Nigella damascena)

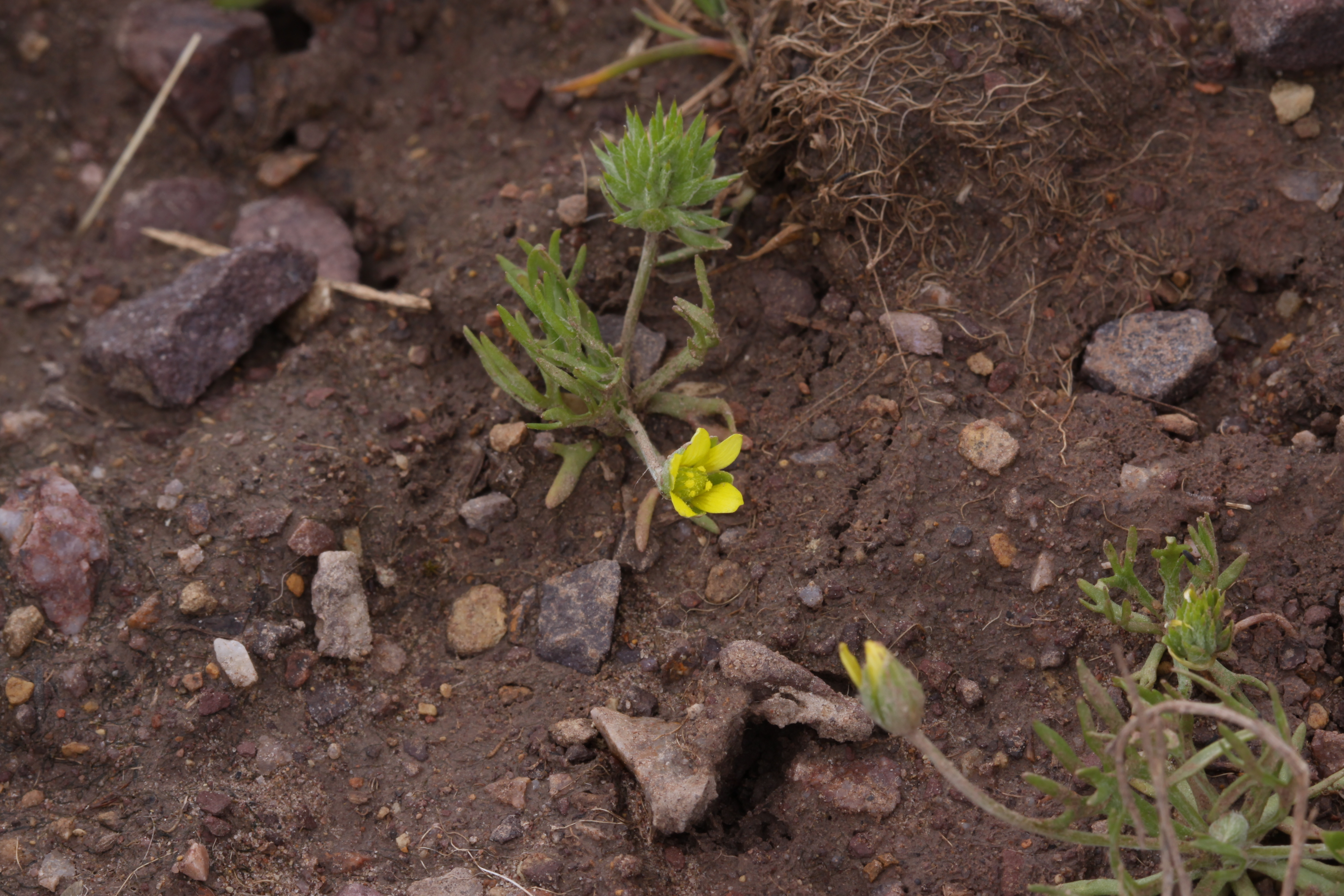
Tribus Ranunculeae: Geradfrüchtiges Hornköpfchen (Ceratocephala orthoceras)

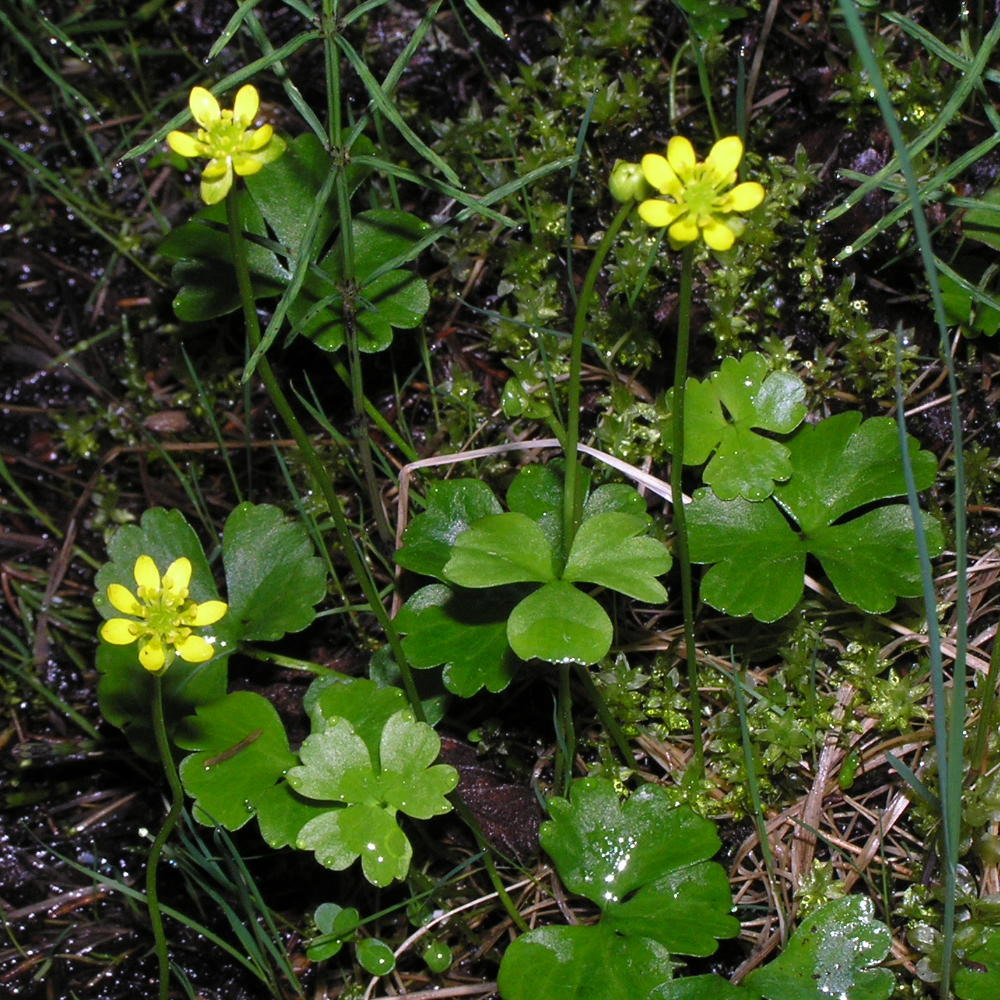
Tribus Ranunculeae: Coptidium lapponicum

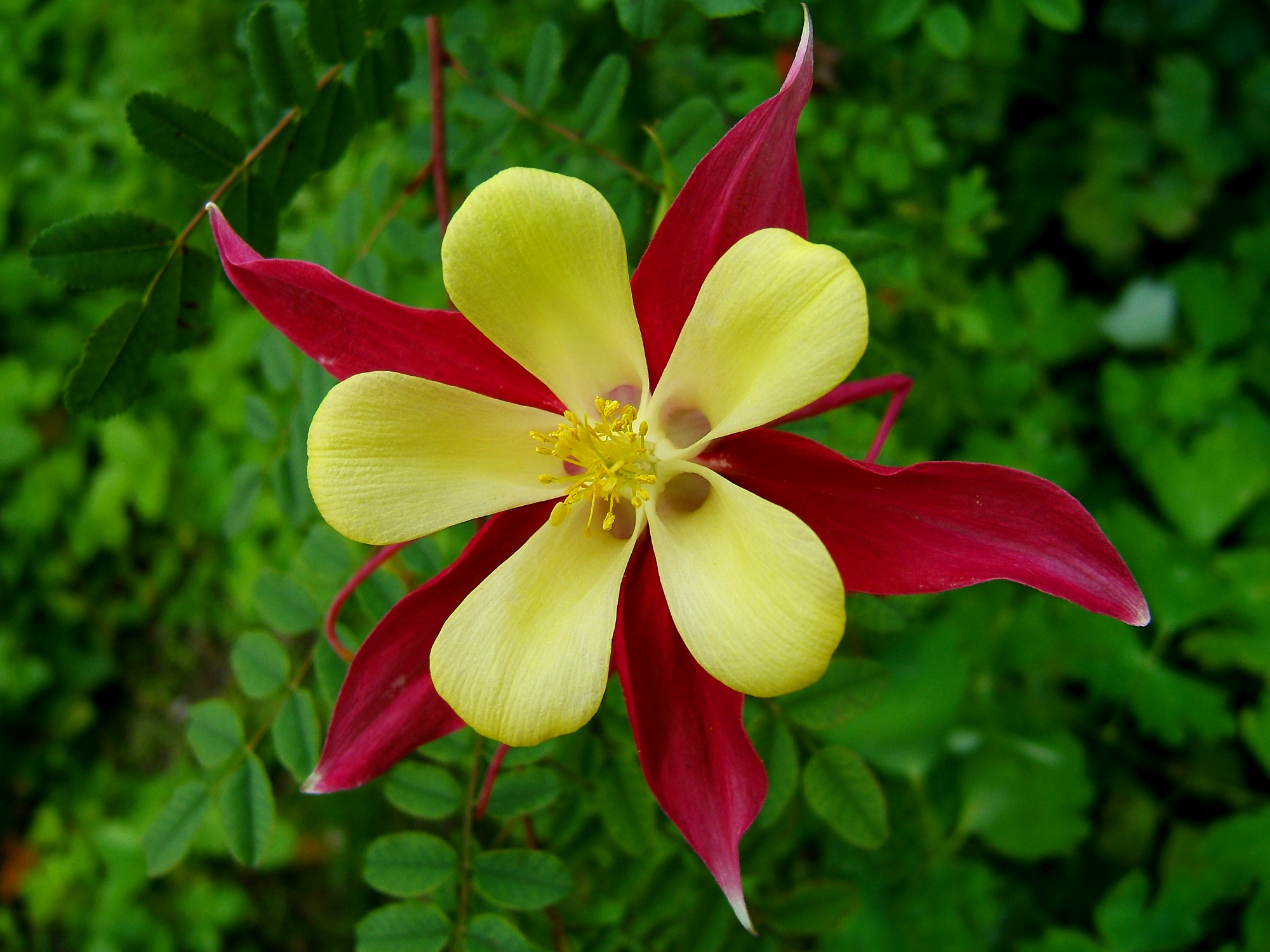
Unterfamilie Thalictroideae: Akelei (Aquilegia ×hybrida), Sorte

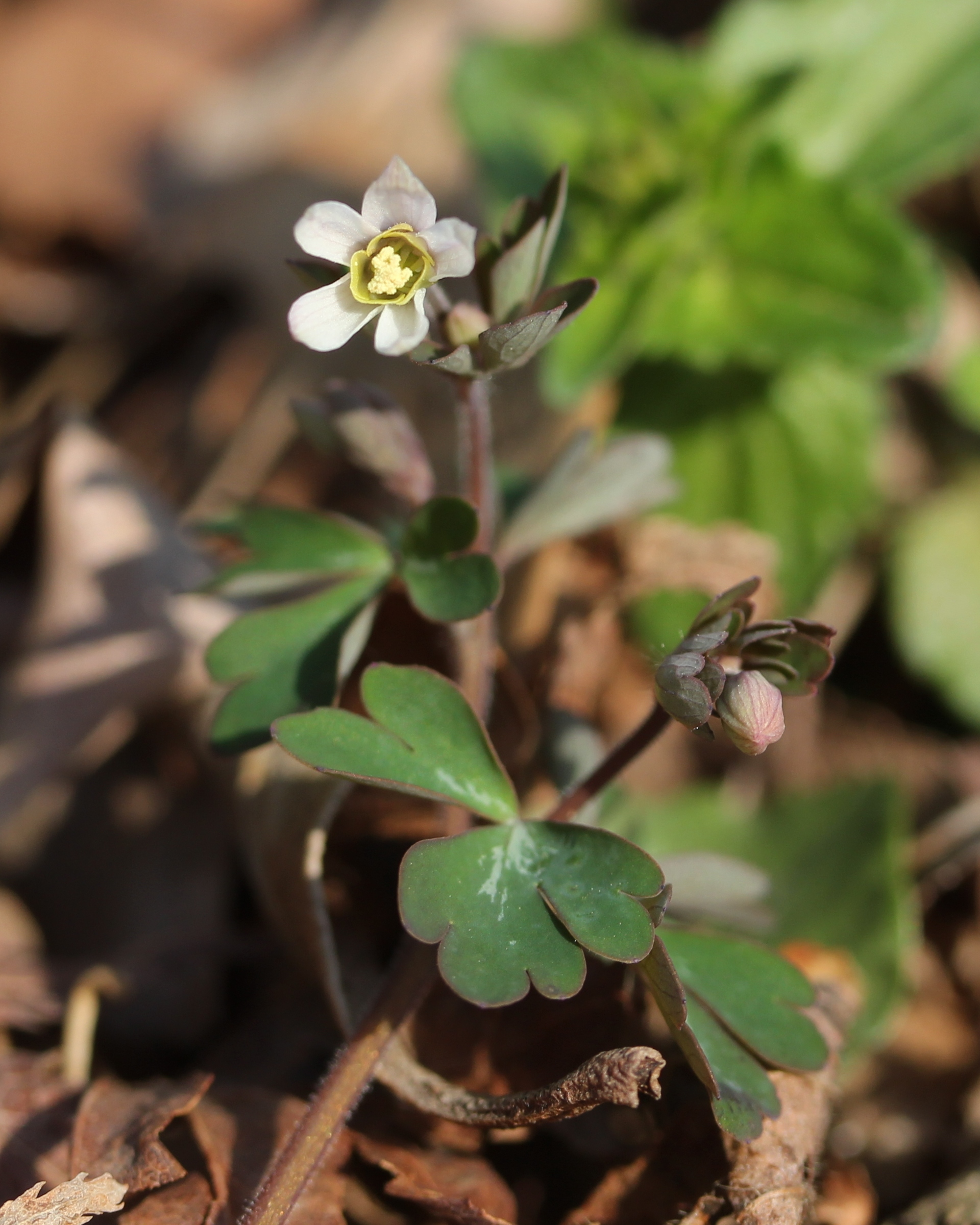
Unterfamilie Thalictroideae: Semiaquilegia adoxoides

Die Familie Ranunculaceae wird in fünf Unterfamilien und elf oder zwölf Triben gegliedert. Nur zwei Unterfamilien enthalten auch Taxa in Mitteleuropa.
Die Hahnenfußgewächse sind weltweit verbreitet mit Häufigkeitszentren in den gemäßigten, kalt-gemäßigten und borealen Gebieten der Nord- und Südhalbkugel.
Die Familie Ranunculaceae enthält etwa 56 bis 62 Gattungen mit etwa 2525 Arten (Alle Gattungen und Auswahl einiger Arten):
Unterfamilie Ranunculoideae Arnott: Sie enthält zehn Tribus mit etwa 38 bis 46 Gattungen und etwa 2025 Arten:
Tribus Actaeeae Spach (Syn.: Cimifugae Torr. & A.Gray): Sie enthält vier Gattungen:
- Christophskräuter (Actaea L.): Sie enthält einschließlich Cimicifuga Wernisch. etwa 20 Arten auf der Nordhalbkugel.
- Anemonopsis Sieb. & Zucc.: Sie enthält nur eine Art:
  - Scheinanemone (Anemonopsis macrophylla Sieb. & Zucc.): Sie kommt nur in Japan vor.

- Beesia Balf.f. & W.W.Sm.: Die zwei oder drei Arten kommen in Myanmar und Westchina vor.
- Winterlinge (Eranthis Salisb.): Die etwa sieben Arten sind in Eurasien verbreitet.

Tribus Adonideae Kunth: mit vier Gattungen:
- Adonisröschen (Adonis L.): Die etwa 30 Arten sind in Eurasien verbreitet. In Mitteleuropa sind vier Arten heimisch.
- Megaleranthis Ohwi: Sie enthält nur eine Art:
  - Megaleranthis saniculifolia Ohwi: Sie kommt nur in Südkorea vor.

- Trollblumen (Trollius L.): Die etwa 30 Arten sind auf der Nordhalbkugel verbreitet.

Tribus Anemoneae DC.: Sie enthält sieben bis neun Gattungen:
- Anemoclema (Franch.) W.T.Wang: Sie enthält nur eine Art:
  - Fiederblättrige Anemone (Anemoclema glaucifolium (Franch.) W.T.Wang, Syn.: Anemone glaucifolia Franch.): Sie kommt in Wäldern und Grasfluren in Höhenlagen von 1700 bis 3000 Metern in den chinesischen Provinzen südwestliches Sichuan sowie nordwestliches Yunnan vor.

- Windröschen (Anemone L.): Sie enthält 150 bis 190 Arten (je nachdem, ob Hepatica und Pulsatilla eingegliedert sind oder nicht)
- Archiclematis (Tamura) Tamura (manchmal in Clematis L.): Sie enthält nur eine Art:
  - Archiclematis alternata (Kitam. & Tamura) Tamura (Syn.: Clematis alternata Kitam. & Tamura): Sie kommt nur in Nepal und im Gyirong Xian im südlichen Tibet vor.

- Barneoudia Gay: Die vier Arten gedeihen nur in der alpinen Höhenstufe in Chile und Argentinien.
- Waldreben (Clematis L.): Sie enthält etwa 325 Arten fast weltweit.
- Leberblümchen (Hepatica Mill.): Sie wird oft in die Gattung Anemone eingegliedert. Mit etwa sieben Arten in den nördlichen gemäßigten Gebieten.
- Knowltonia Salisb.: Die Stellung dieser zwei bis zehn (bzw. 25) Arten wird kontrovers diskutiert, oft werden sie in die Gattung Anemone gestellt. Sie kommen im östlichen und südlichen Afrika (und je nach Umfang der Gattung auch in Mittel- und Südamerika) vor.
- Metanemone W.T.Wang: Sie enthält nur eine Art:
  - Metanemone ranunculoides W.T.Wang: Dieser Endemit gedeiht an Berghängen in Höhenlagen von etwa 3500 Metern nur im Weixi Lisu Zu Zizhixian im nordwestlichen Yunnan.

- Naravelia Adans.: Die etwa neun Arten sind im südlichen Asien und Südostasien verbreitet. Sie werden auch zu Clematis gestellt.
- Oreithales Schltdl.: Sie enthält nur eine Art:
  - Oreithales integrifolia (DC.) Schltdl.: Sie gedeiht nur in der höheren Puna in Bolivien und Peru.

- Kuhschellen (Pulsatilla Mill.): Sie wird oft in die Gattung Anemone eingegliedert. Die etwa 30 Arten sind in Eurasien und Nordamerika weitverbreitet. In Mitteleuropa sind mehrere Arten heimisch.

Tribus Asteropyreae W.T.Wang & C.Y.Chang: Sie enthält nur eine Gattung:
- Asteropyrum J.R.Drumm. & Hutch.: Sie enthält nur zwei Arten in China, Bhutan und Myanmar.

Tribus Caltheae Bercht. & J.Presl: Sie enthält nur zwei oder drei Gattungen:
- Calathodes Hook.f. & Thomson: Die etwa vier Arten kommen in China (vier Arten), Bhutan und Sikkim vor.
- Dotterblumen (Caltha L.): Die 10 bis 30 (je nachdem ob Psychrophila enthalten ist oder nicht) Arten gedeihen in den gemäßigten bis kühl-gemäßigten Gebieten der Welt.
- Psychrophila (Cav.) Bercht. & J.Presl (manchmal als Caltha sect. Psychrophila DC. zu Caltha L. gestellt): Die ein bis zwölf Arten gedeihen in den Anden Ecuadors, Perus, Boliviens, Argentiniens sowie Chiles, kommen in der Magellan-Region und auf den Falklandinseln vor und sind in Neuseeland sowie Australien verbreitet.

Tribus Callianthemeae W.Wang & Z.D.Chen: Sie wurde 2009 aufgestellt und enthält nur eine Gattung:
- Schmuckblumen (Callianthemum C.A.Mey.): Die 12 bis 24 Arten sind in den gemäßigten Gebieten Eurasiens verbreitet.

Tribus Delphinieae Schröd.: Der Umfang der Gattungen der Tribus Delphinieae ist ungesichert. Nach Jabbour und Renner 2012 gibt es drei Gattungen:
- Eisenhut (Aconitum L.): Die etwa 300 Arten sind in den gemäßigten Gebieten der Nordhalbkugel verbreitet.
- Rittersporne (Delphinium L., Syn.: Consolida Gray, Aconitella Spach, Aconitopsis Kem.-Nath., Calcatrippa Heist., Ceratostanthus Schur, Chienia W.T.Wang, Delphidium Raf., Delphinastrum Spach, Diedropetala Galushko, Phledinium Spach, Phtirium Raf., Plectrornis Raf. ex Lunell, Pseudodelphinium H.Duman, Vural, Aytaç & Adigüzel): Die etwa 350 Arten sind hauptsächlich auf der Nordhalbkugel verbreitet.
- Staphisagria Hill (Syn.: Delphinium subg. Staphisagria (J.Hill) Peterm., Staphysagria Spach): Diese Gattung wurde 2011 reaktiviert. Die nur drei Arten kommen nur im westlichen Mittelmeerraum und auf Kreta vor; beispielsweise:
  - Stephanskraut (Staphisagria macrosperma Spach)

Tribus Helleboreae DC.: Sie enthält nur eine Gattung:
- Nieswurz (Helleborus L.): Die 15 bis 25 Arten sind in Eurasien verbreitet.

Tribus Nigelleae Schröd.: Sie enthält zwei bis drei Gattungen:
- Garidella L.: Die nur zwei Arten sind von Südeuropa bis Zentralasien (Turkestan) verbreitet. Sie werden manchmal auch zu Nigella gestellt.
- Komaroffia Kuntze: Die nur zwei Arten sind in Zentralasien und im Iran verbreitet.
- Schwarzkümmel (Nigella L.): Die etwa 20 Arten sind hauptsächlich im Mittelmeerraum und in Südwestasien verbreitet; einzelne Arten reichen bis Mitteleuropa bzw. nach Zentralasien.

Tribus Ranunculeae DC.: Sie enthält etwa 18 Gattungen mit etwa 650 Arten auf allen Kontinenten. Die meisten Arten sind an gemäßigte und kühle Klimate beziehungsweise größere Höhenlagen angepasst.
- Arcteranthis Greene: Sie enthält nur eine Art:
  - Arcteranthis cooleyae Greene: Sie ist im nordwestlichen Nordamerika verbreitet.

- Beckwithia Jeps.: Die ein bis drei Arten kommen in Kalifornien vor.
- Callianthemoides Tamura (oft in Ranunculus): Sie enthält nur eine Art:
  - Callianthemoides semiverticillata (Phil.) Tamura: Sie ist in Chile beheimatet.

- Hornköpfchen (Ceratocephala Moench): Die etwa vier Arten sind hauptsächlich auf der Nordhalbkugel verbreitet, darunter:
  - Sichelfrüchtiges Hornköpfchen (Ceratocephala falcata (L.) Pers.): Es ist in Süd- und Osteuropa, Nordafrika, Vorder- und Zentralasien verbreitet.
  - Geradfrüchtiges Hornköpfchen (Ceratocephala orthoceras DC.): Es ist in Süd- und Osteuropa, Nordafrika, Vorder- und Zentralasien verbreitet.

- Coptidium (Prantl) Beurl. ex Rydb. (Syn.: Ranunculus subg. Pallasiantha L.D.Benson): Die etwa zwei oder drei Arten sind circumboreal-polare Florenelemente und kommen im nördlichen Eurasien, Alaska, Kanada und Grönland vor. (Sie wurden früher auch zu Ranunculus gestellt)
- Cyrtorhyncha Nutt.: Sie enthält nur eine Art:
  - Cyrtorhyncha rupestris Greene: Sie ist im westlichen Nordamerika verbreitet.

- Scharbockskraut (Ficaria) Schaeff. (oft in Ranunculus): Die mindestens drei Arten kommen hauptsächlich auf der Nordhalbkugel vor.
- Halerpestes Greene (wurde früher auch zu Ranunculus gestellt): Die etwa acht Arten kommen in Asien, Nord- und Südamerika vor.
- Hamadryas Comm. ex Juss.: Die etwa fünf Arten sind im südlichen Südamerika verbreitet.
- Krapfia DC.: Die etwa acht Arten kommen nur in den nördlichen Anden Südamerikas vor.
- Kumlienia Greene (wurde früher auch zu Ranunculus gestellt): Sie kommt mit einer oder zwei Arten im westlichen Nordamerika vor.
- Laccopetalum Ulbr.: Sie enthält nur eine Art.
  - Laccopetalum giganteum (Wedd.) Ulbr.: Endemit der Anden Perus.

- Myosurus L.: Die etwa 15 Arten sind in den gemäßigten Gebieten der Welt weitverbreitet, hauptsächlich auf der Nordhalbkugel. In Europa nur:
  - Kleiner Mäuseschwanz (Myosurus minimus L.)
  - Myosurus breviscapus Huth: Er ist in Nordafrika, Spanien, Frankreich, im europäischen Teil der Türkei, früher auch in Griechenland (Dhilos, bis 1900) verbreitet, aber überall selten.

- Oxygraphis Bunge: Die drei bis acht Arten sind in Indien, Kaschmir, Pakistan, Bhutan, Nepal, China, Mongolei, Kasachstan und Russland verbreitet.
- Paroxygraphis W.W.Sm.: Sie enthält nur eine Art:
  - Paroxygraphis sikkimensis W.W.Sm.: Dieser Endemit kommt nur in Sikkim vor.

- Peltocalathos Tamura (wurde früher auch zu Ranunculus gestellt): Sie enthält nur eine Art:
  - Peltocalathos baurii (Macowan) Tamura: Sie kommt nur in Südafrika vor.

- Hahnenfuß (Ranunculus L. s. str., einschließlich Batrachium (DC.) Gray, Aphanostemma A.St.-Hil., Gampsoceras Steven): Sie ist kosmopolisch und enthält etwa 600 Arten.
- Trautvetteria Fisch. & C.A.Mey.: Es gibt eine bis acht Arten, die in Ostasien und Nordamerika vorkommen, darunter:
  - Falscher Wanzensame (Trautvetteria caroliniensis (Walter) Vail): Er ist in Nordamerika und in Ostasien verbreitet.

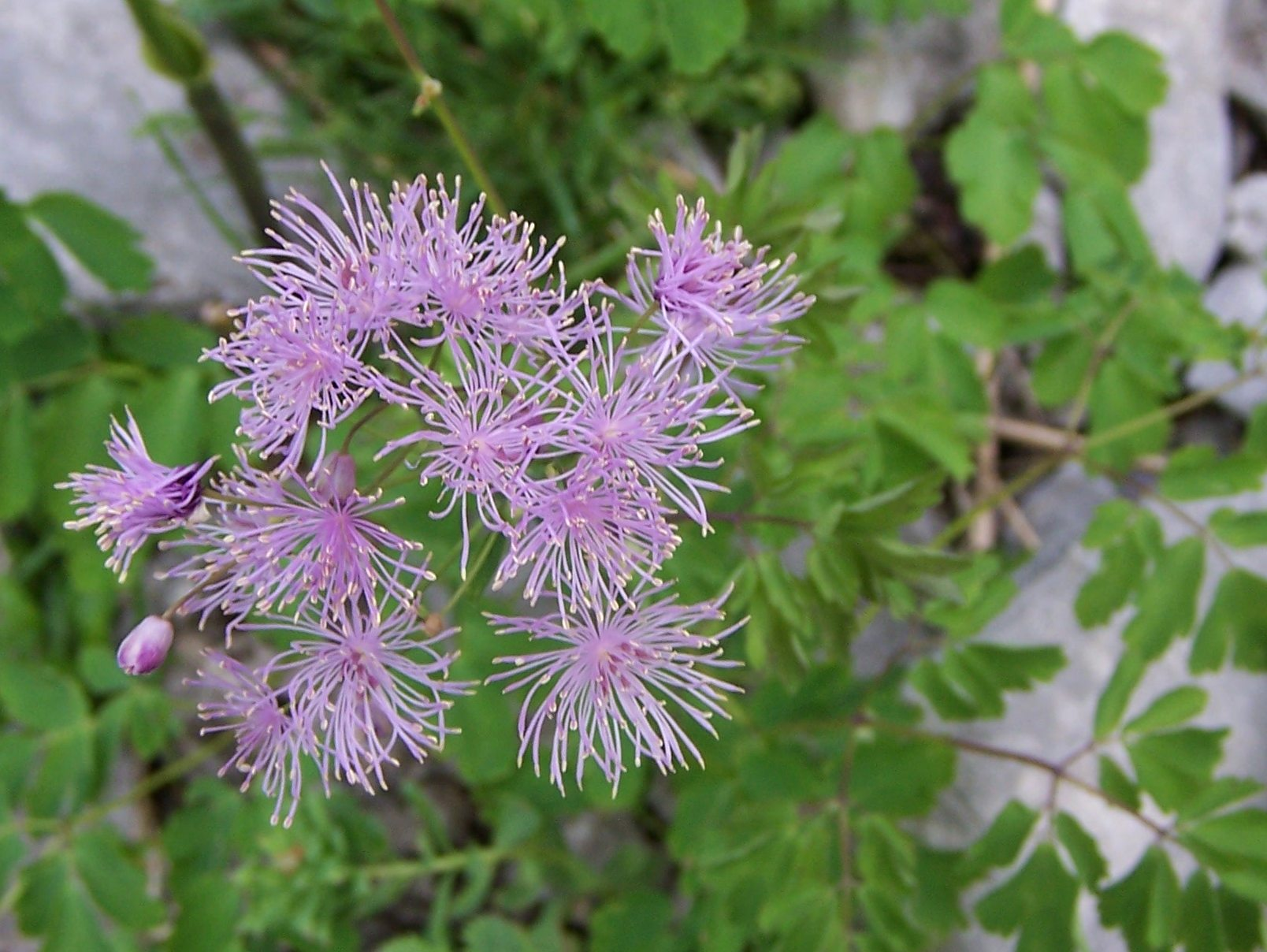
Unterfamilie Thalictroideae: Akeleiblättrige Wiesenraute (Thalictrum aquilegiifolium)

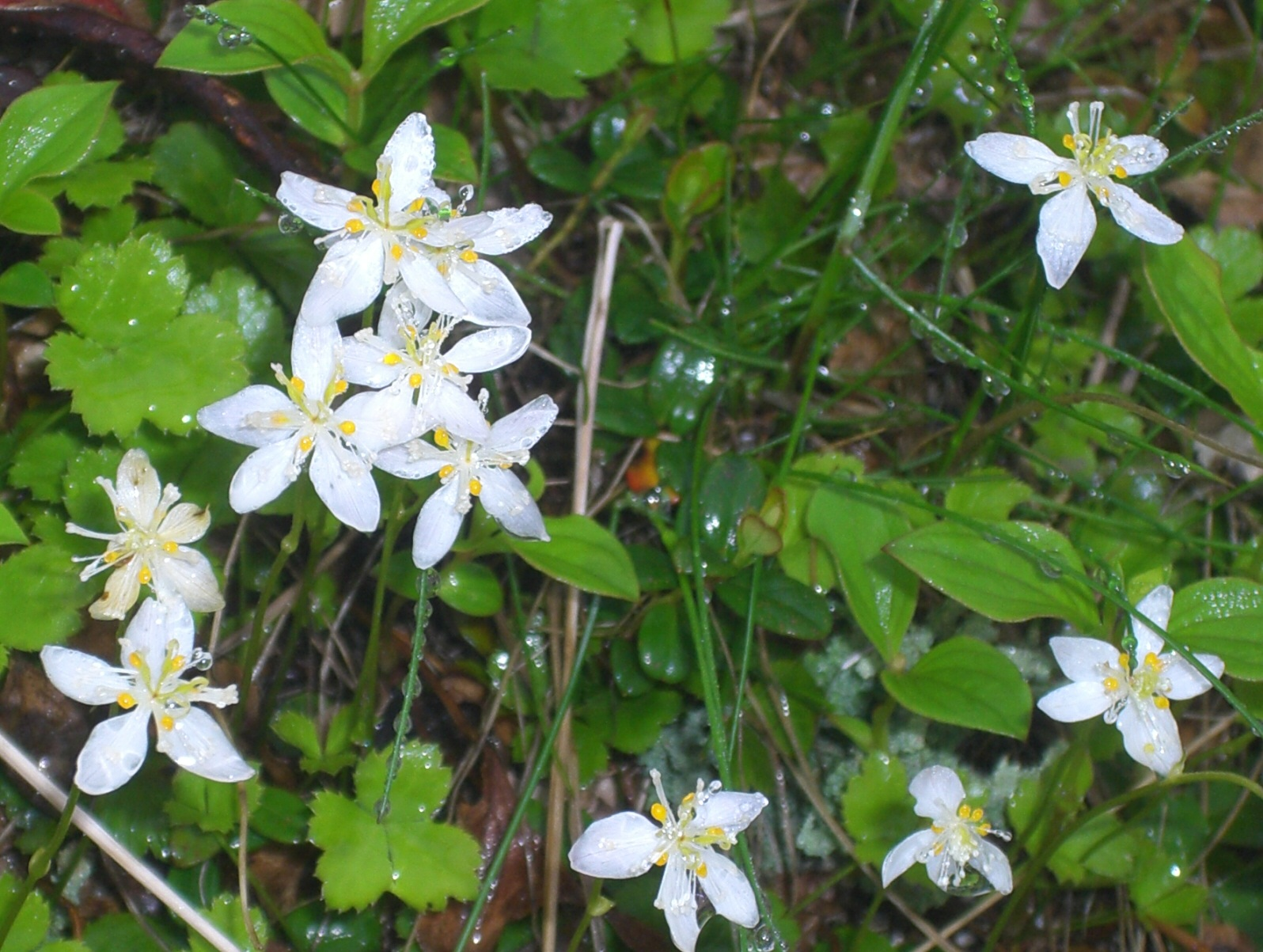
Unterfamilie Coptoideae: Dreiblättriger Goldfaden (Coptis trifolia)

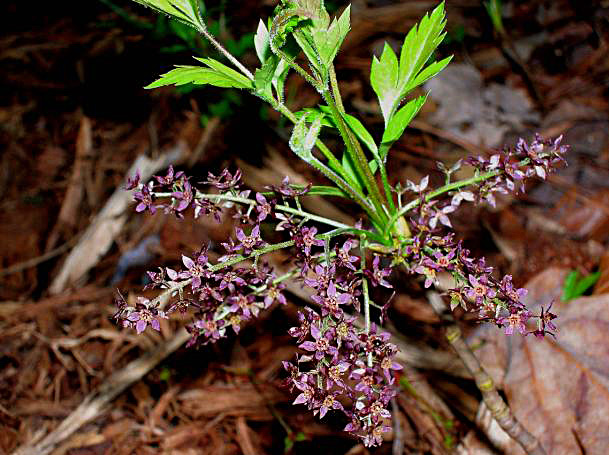
Unterfamilie Coptoideae: Gelbwurz (Xanthorhiza simplicissima)

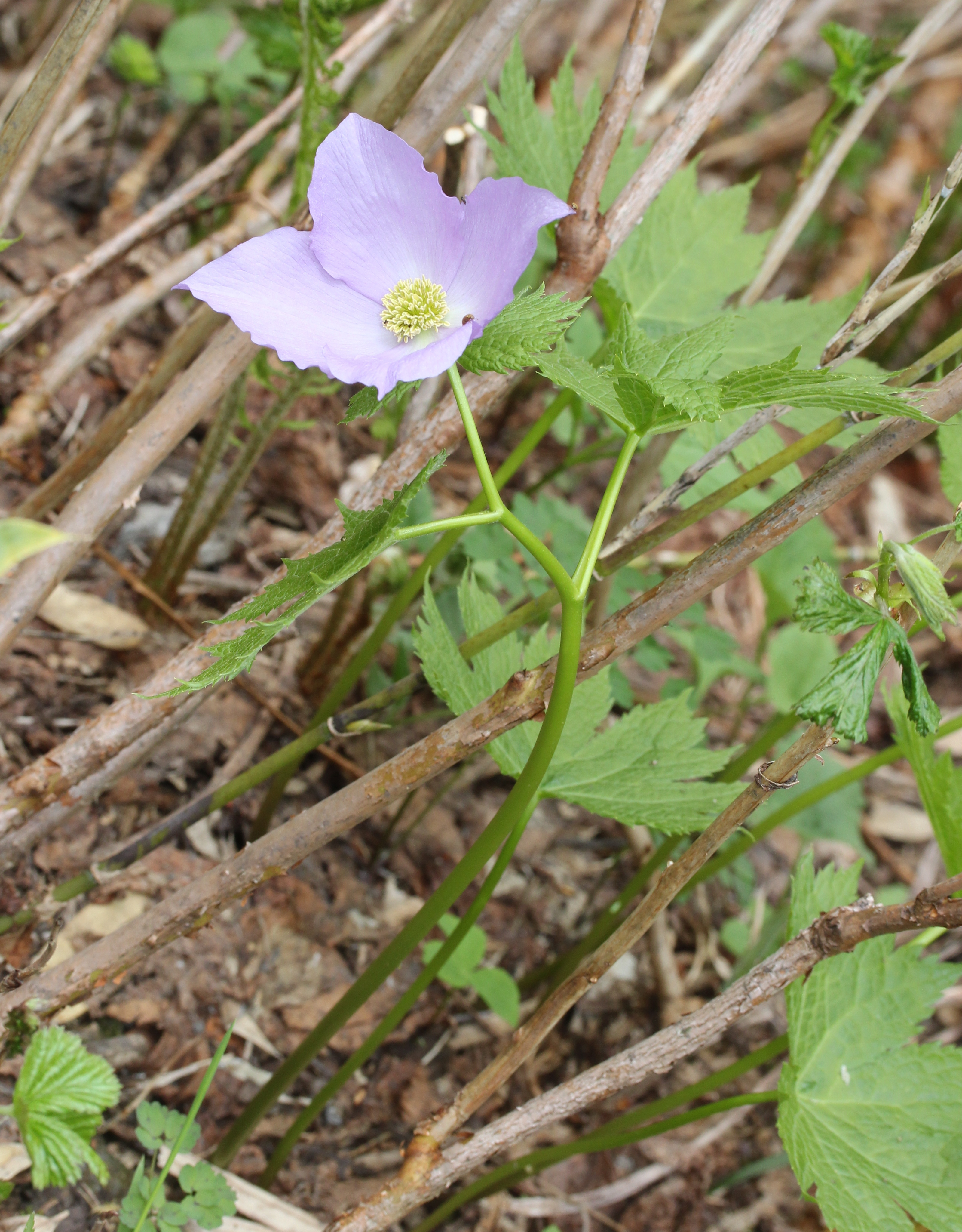
Unterfamilie Glaucidioideae: Glaucidium palmatum

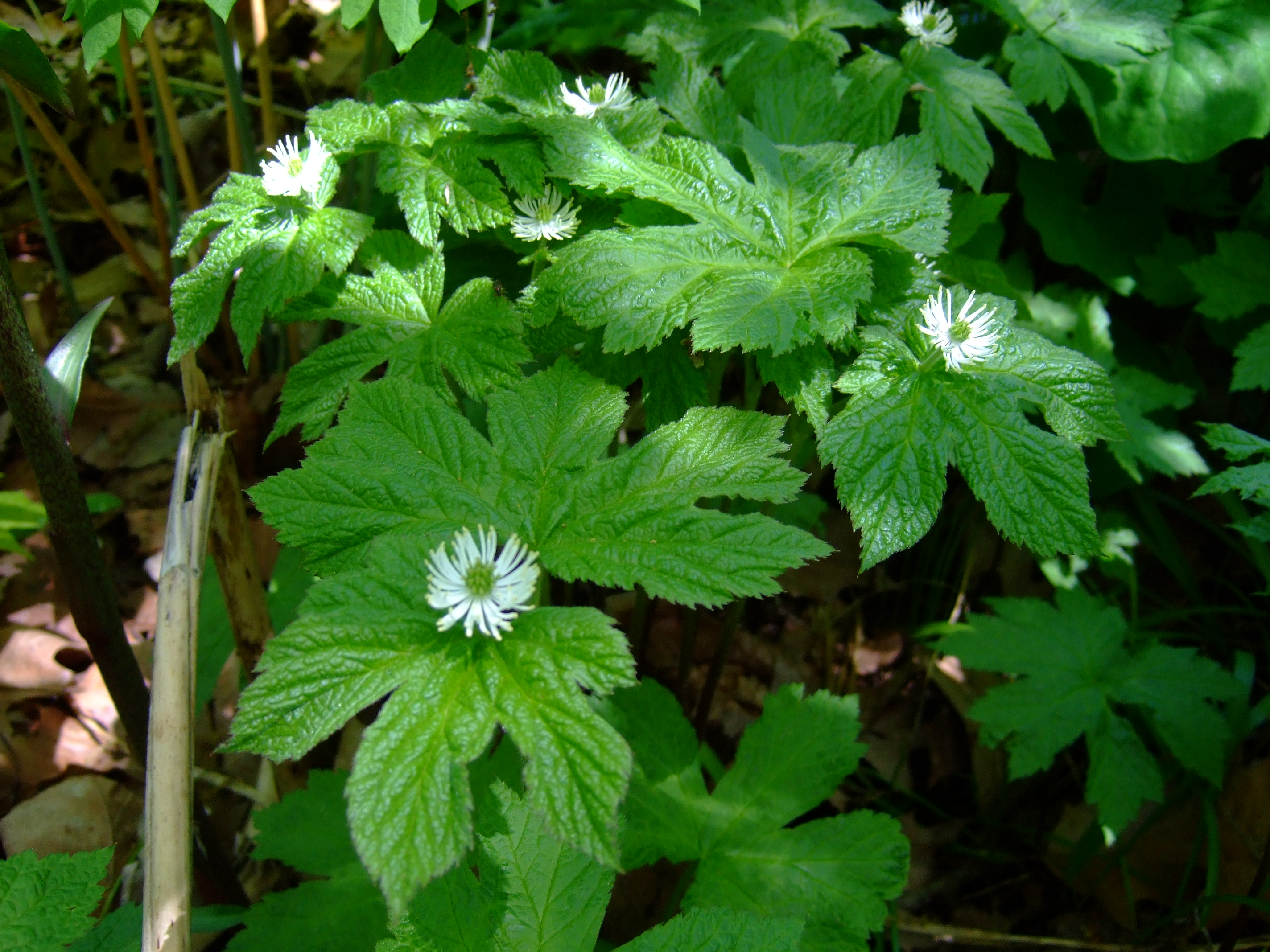
Unterfamilie Hydrastidoideae: Kanadische Orangenwurzel
(Hydrastis canadensis)

Unterfamilie Thalictroideae Raf. (Syn.: Isopyroideae Schrödinger): Sie enthält nur eine Tribus mit etwa acht Gattungen und etwa 450 Arten:
Tribus Isopyreae Schrödinger:
Subtribus Isopyrinae Benth. & Hook.f.:
- Akeleien (Aquilegia L.): Die etwa 70 bis 80 Arten sind in den gemäßigten Gebieten der Nordhalbkugel verbreitet.
- Dichocarpum W.T.Wang & P.K.Hsiao: Die etwa 15 Arten sind im nördlichen Indien, Nepal, nördlichen Myanmar, China (elf Arten) und Japan verbreitet.
- Enemion Raf.: Die etwa sieben Arten sind im nordöstlichen Asien und westlichen Nordamerika verbreitet.
- Isopyrum L.: Die etwa sechs Arten sind in Eurasien und Nordamerika weitverbreitet, darunter:
  - Isopyrum anemonoides Kar. & Kir.: Sie ist von Afghanistan über Pakistan, das nördliche Indien, Kaschmir, und Russland bis China verbreitet. In China gedeiht sie in Höhenlagen von 2300 bis 3500 Metern in den Provinzen Gansu, Qinghai sowie in Xinjiang.
  - Isopyrum manshuricum Komarov: Sie ist in den chinesischen Provinzen Heilongjiang, Jilin sowie Liaoning verbreitet.
  - Wiesenrauten-Muschelblümchen (Isopyrum thalictroides L.): Sie gedeiht in feuchten Laubwäldern Südeuropas.

- Leptopyrum Rchb.: Sie enthält nur eine Art:
  - Leptopyrum fumarioides (L.) Rchb.: Sie kommt in Kasachstan, Sibirien, der Mongolei, China und Korea vor.

- Paraquilegia J.R.Drumm. & Hutch.: Die etwa fünf Arten sind in Asien verbreitet, darunter beispielsweise:

- Anemonenähnliche Paraquilegia (Paraquilegia anemonoides (Willd.) Ulbr.)
- Rasenbildende Paraquilegia (Paraquilegia caespitosa (Boiss. & Hohen.) J.R.Drumm. & Hutch.)
- Kleinblättrige Paraquilegia (Paraquilegia microphylla (Royle) J.R.Drumm. & Hutch.)

- Scheinakelei (Semiaquilegia Makino): Sie enthält nur eine Art:
  - Semiaquilegia adoxoides (DC.) Makino (Syn.: Aquilegia adoxoides (DC.) Ohwi): Sie kommt im östlichen China, Südkorea und Japan vor.

- Urophysa Ulbr.: Die nur zwei Arten kommen in den chinesischen Provinzen Guizhou, Hubei, Hunan und Sichuan.

Subtribus Thalictrinae: Sie enthält nur eine Gattung:
- Wiesenrauten (Thalictrum L.): Sie enthält etwa 120 bis 200 Arten und kommt fast weltweit vor.

Unterfamilie Coptoideae Tamura: Sie enthält nur eine Tribus:
Tribus Coptideae T.Duncan & Keener: Darin enthalten sind zwei Gattungen mit etwa 16 Arten, die in Ostasien und Nordamerika beheimatet sind:
- Goldfaden (Coptis Salisb.): Die 10 bis 15 Arten sind im östlichen Asien und Nordamerika verbreitet. Es sind ausdauernde krautige Pflanzen.
- Xanthorhiza Marshall: Sie enthält nur eine Art:
  - Gelbwurz (Xanthorhiza simplicissima Marshall): Sie verholzt und kommt im warmen bis gemäßigten östlichen Nordamerika vor.

Unterfamilie Glaucidioideae (Tamura) Loconte (Syn.: Glaucidiaceae Tamura): Sie enthält nur eine monotypische Gattung:
- Glaucidium Sieb. & Zucc.: Sie enthält nur eine Art:
  - Glaucidium palmatum Sieb. & Zucc.: Sie ist in Japan in Bergwäldern beheimatet.

Unterfamilie Hydrastidoideae Engler:
Tribus Hydrastideae Martynov: Sie enthält nur eine monotypische Gattung:
- Hydrastis L.: Sie enthält nur eine Art:
  - Kanadische Orangenwurzel (Hydrastis canadensis L.): Sie kommt in Nordamerika vor.

Die ehemalige Gattung Anemonella mit der einzigen Art Anemonella thalictroides wird heute nicht mehr anerkannt, die Art wurde in die Gattung Thalictrum transferiert.

## Bilder aus der Unterfamilie Ranunculoideae

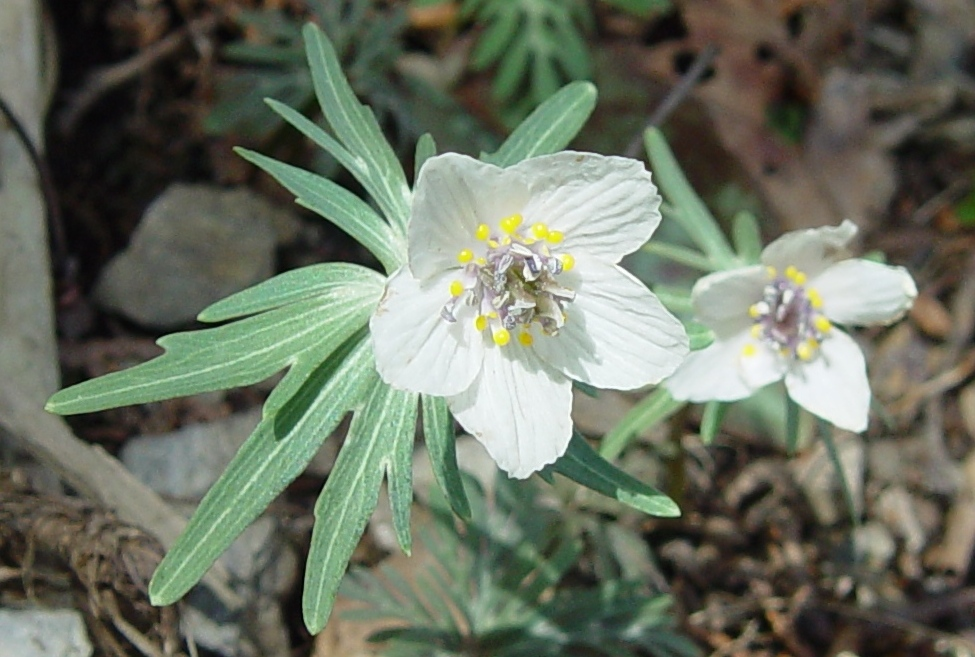
Tribus Actaeeae: Eranthis pinnatifida
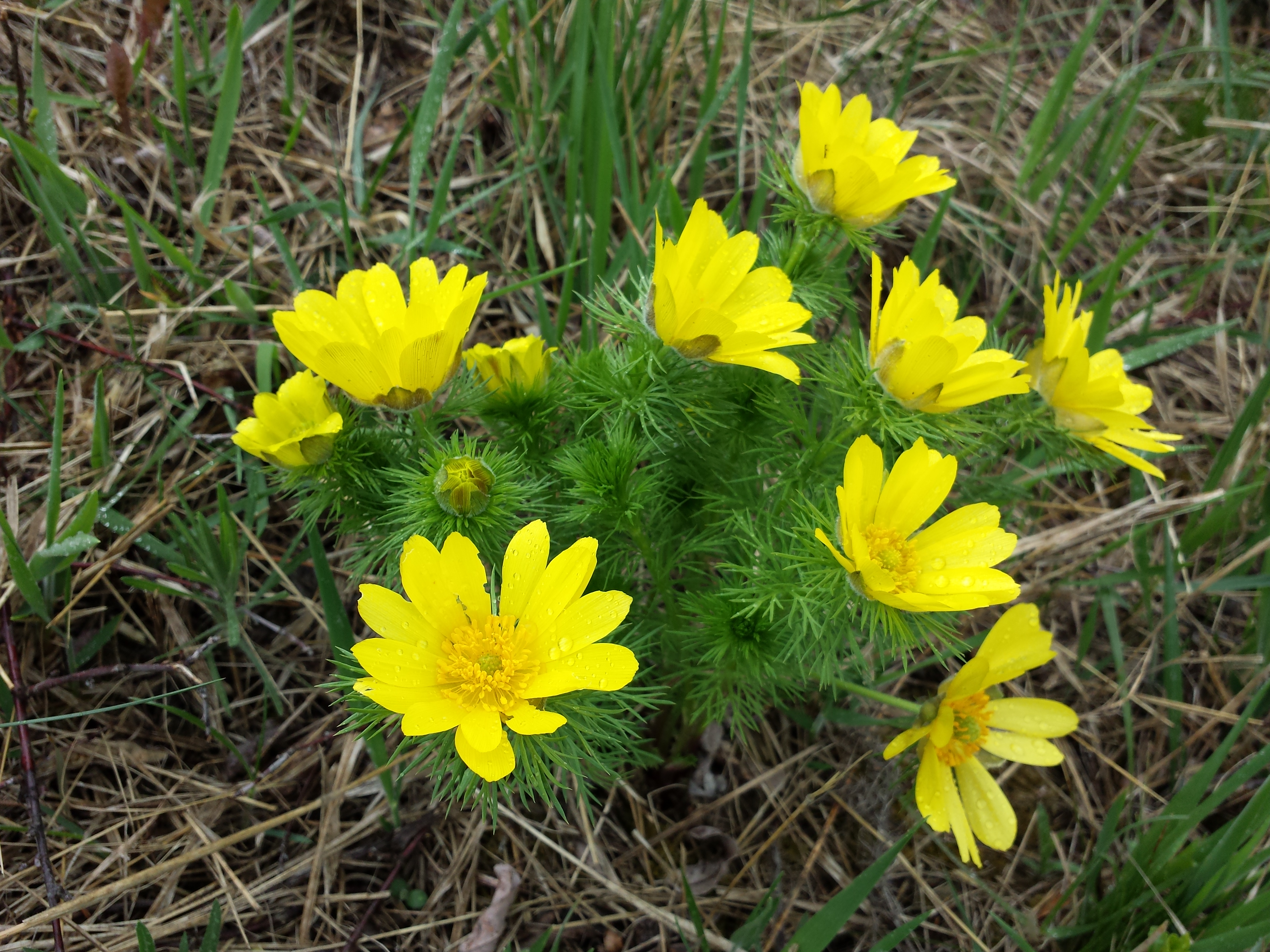
Tribus Adonideae: Frühlings-Adonisröschen (Adonis vernalis)
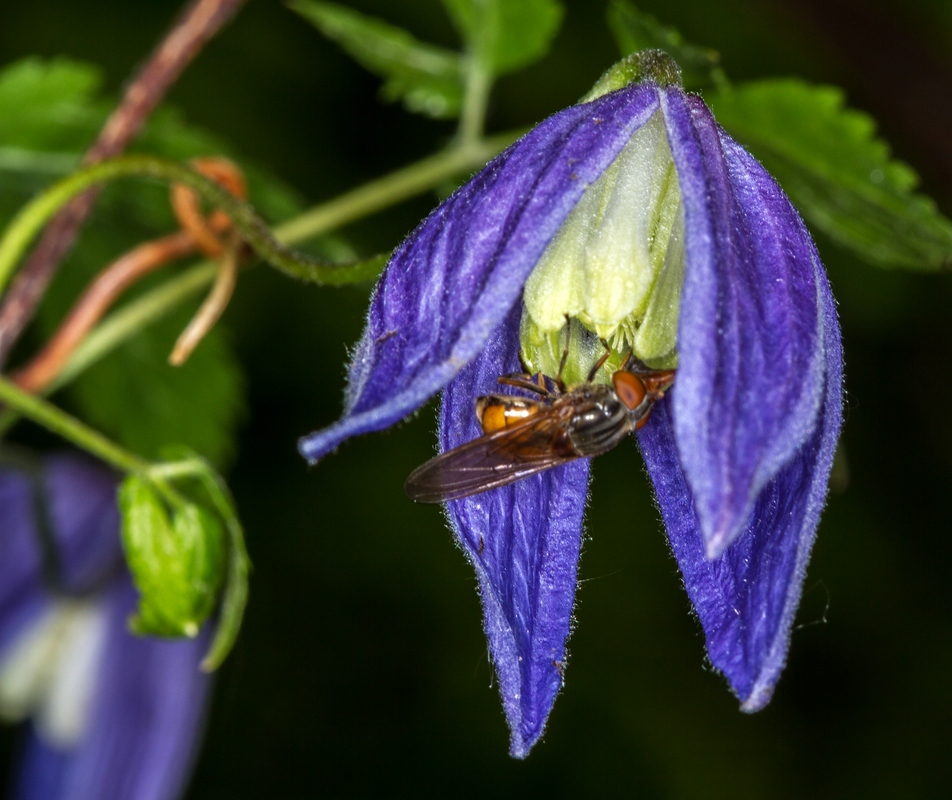
Tribus Anemoneae: Alpen-Waldrebe (Clematis alpina)
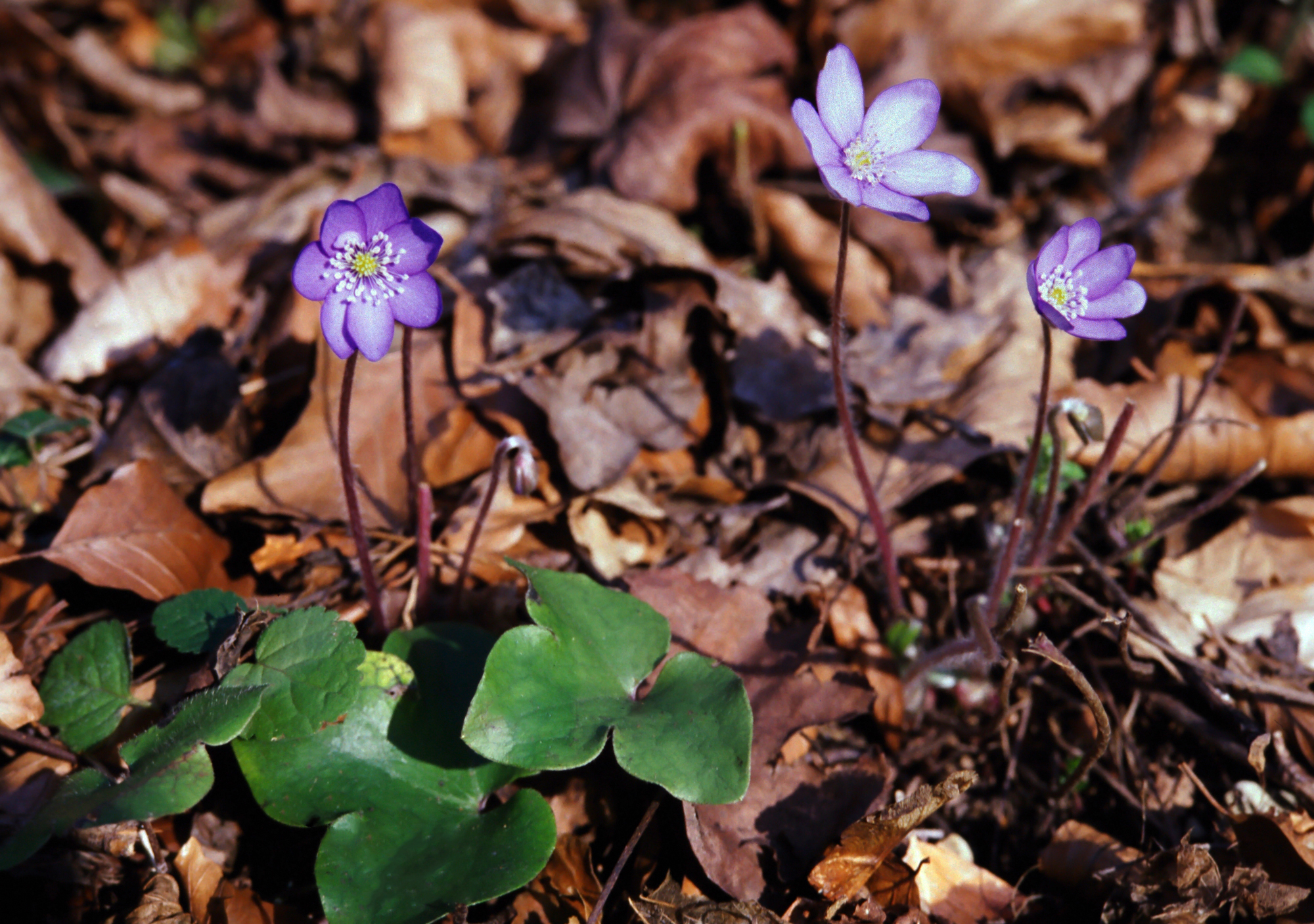
Tribus Anemoneae: Leberblümchen (Hepatica nobilis)
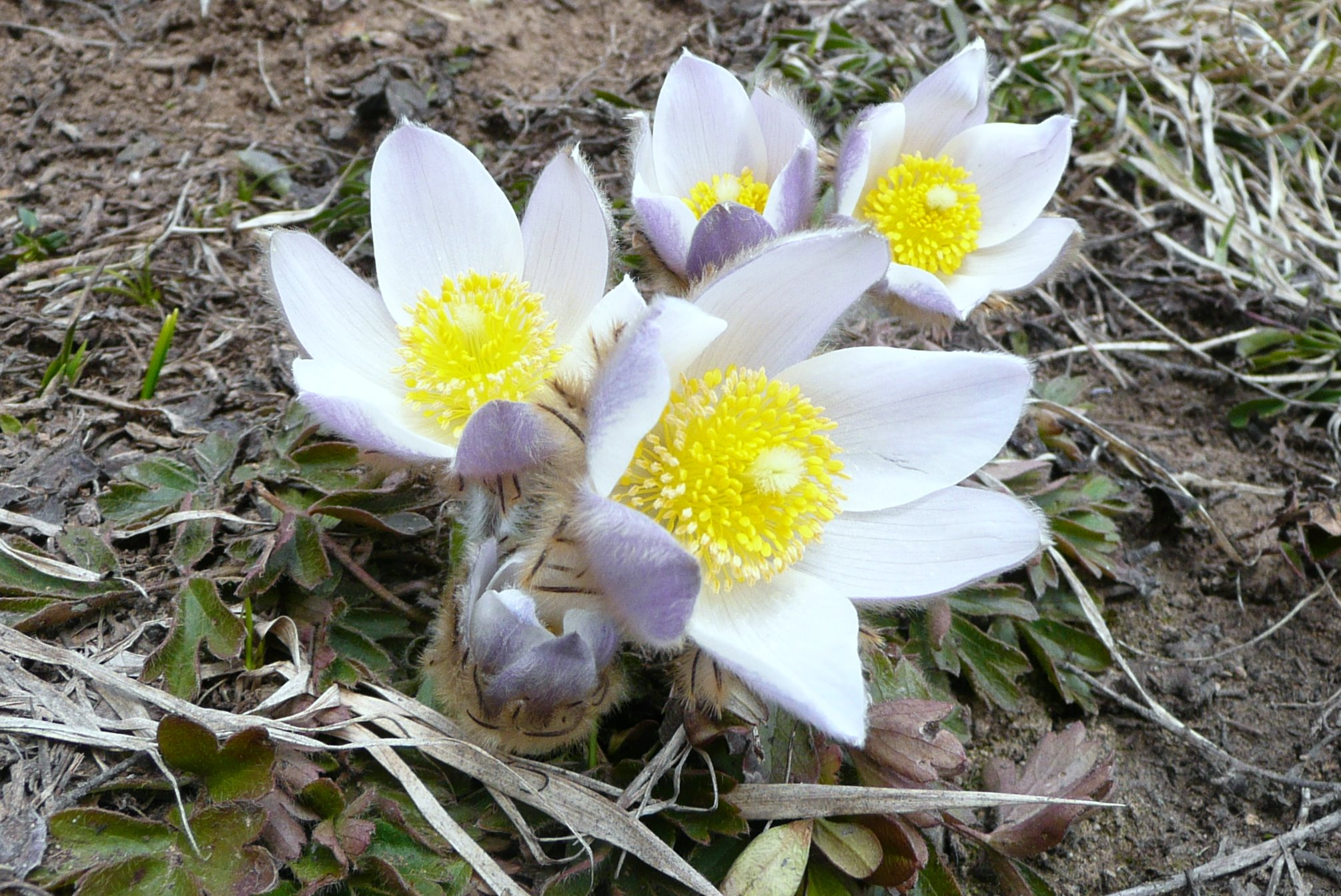
Tribus Anemoneae: Frühlings-Küchenschelle (Pulsatilla vernalis)
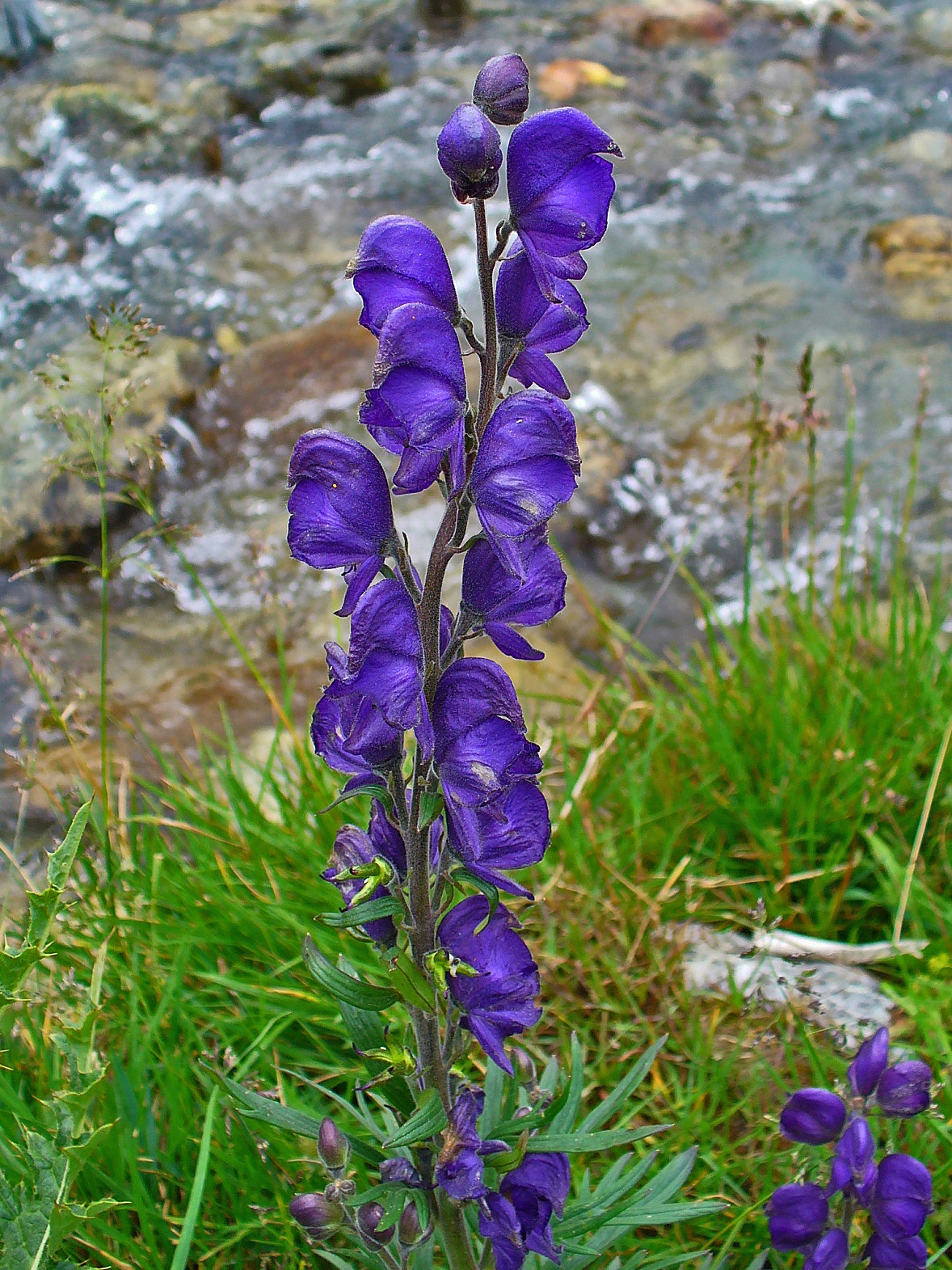
Tribus Delphinieae: Blauer Eisenhut (Aconitum napellus)
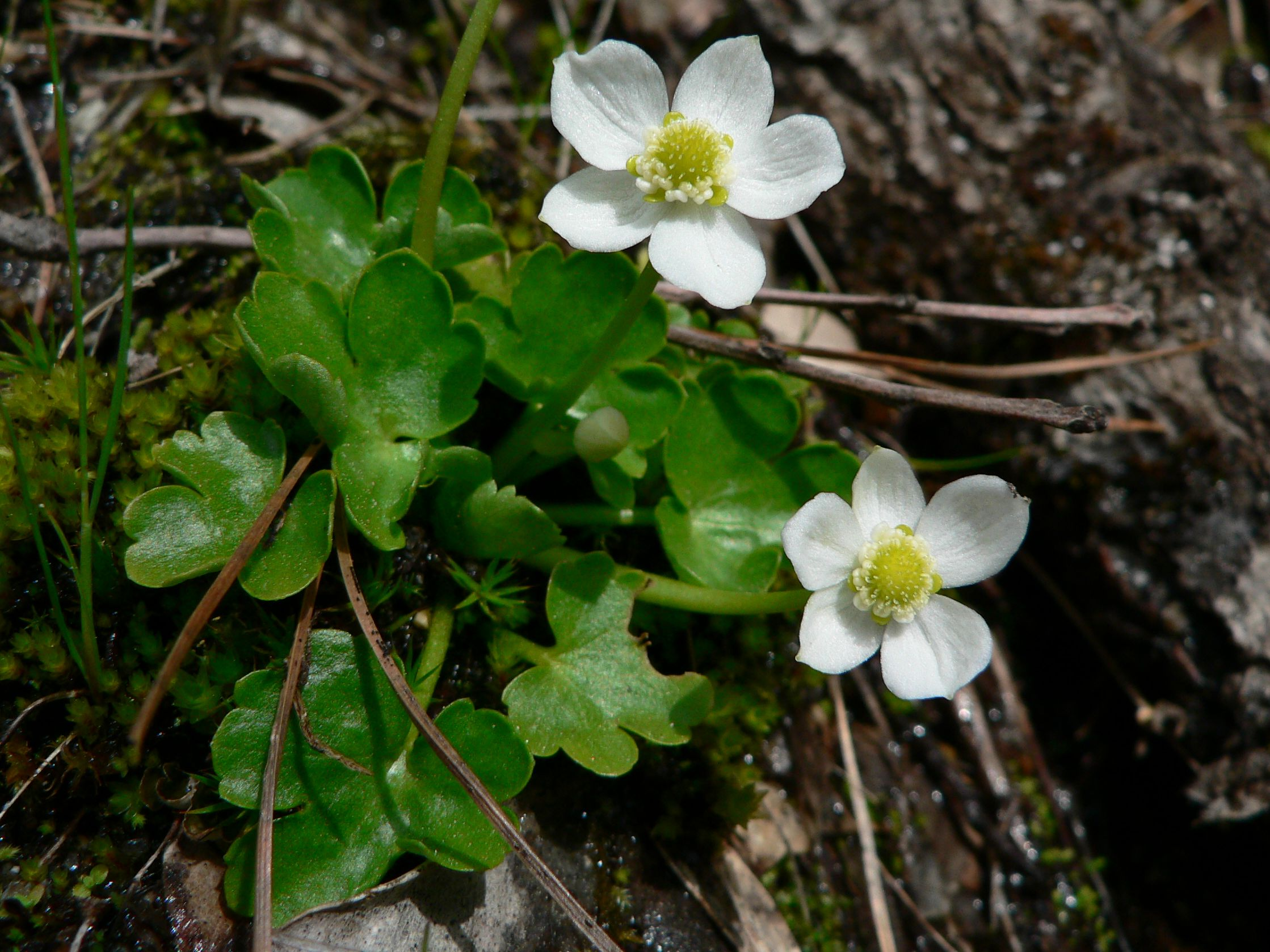
Tribus Ranunculeae: Kumlienia hystricula
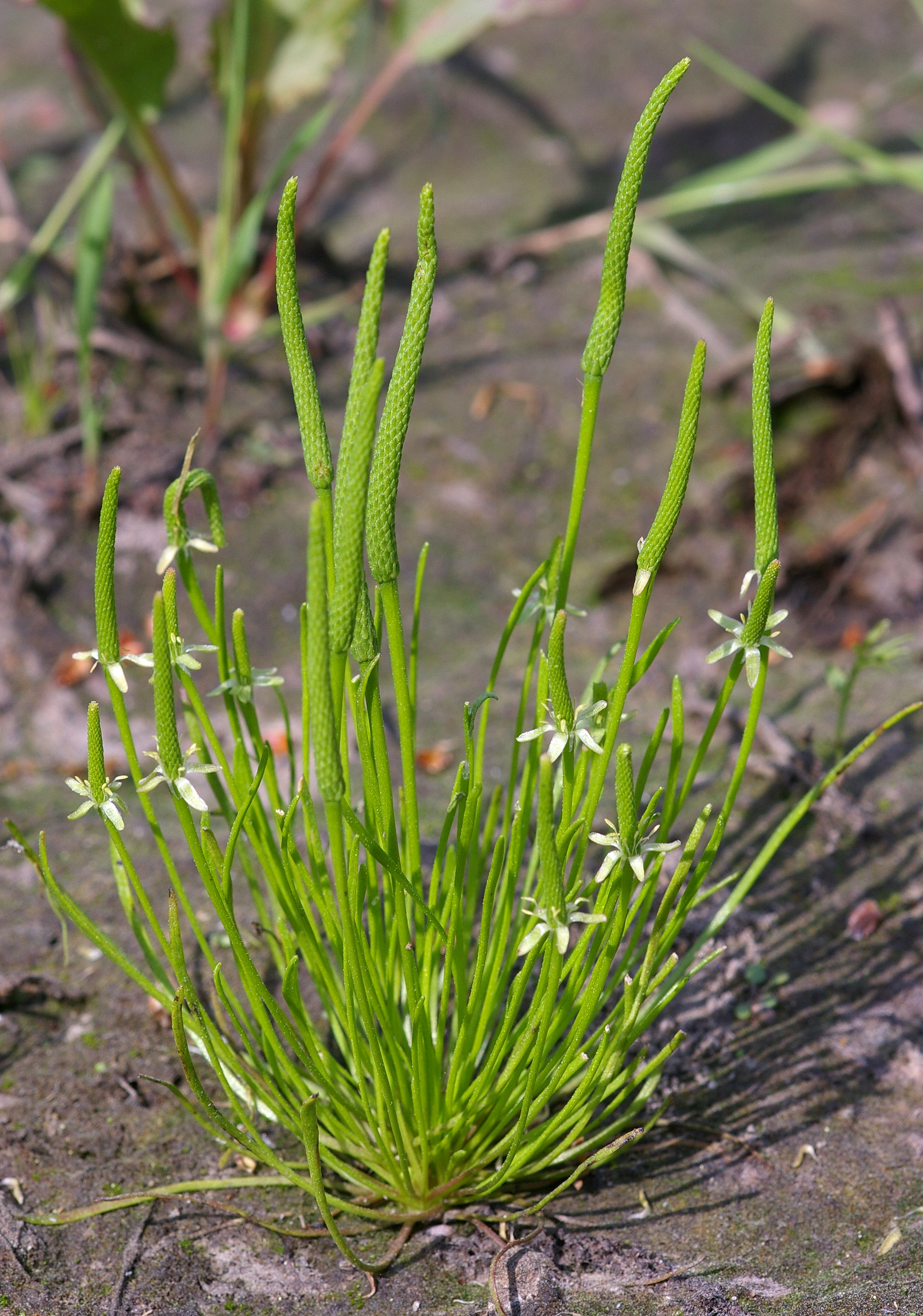
Tribus Ranunculeae: Kleiner Mäuseschwanz (Myosurus minimus)
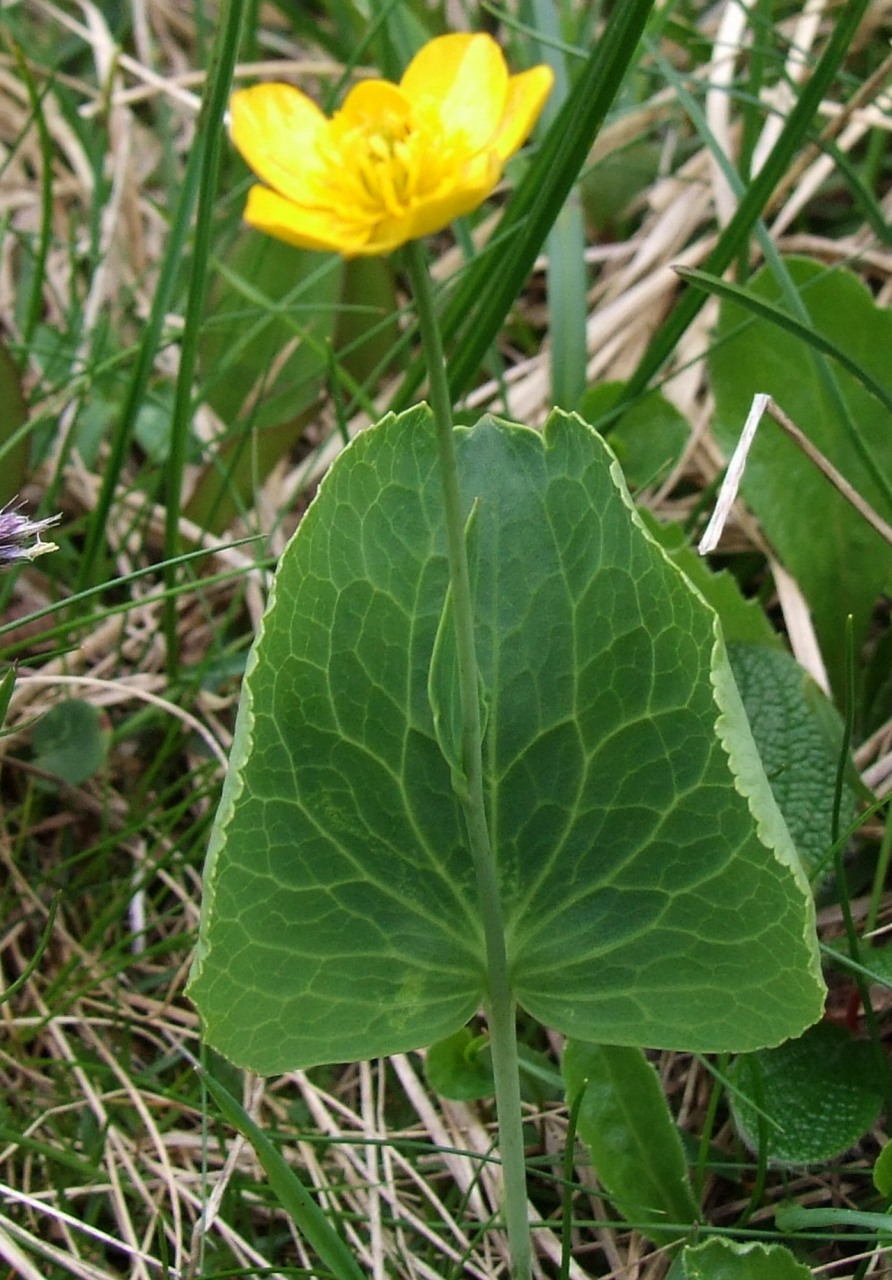
Tribus Ranunculeae: Schildblättriger Hahnenfuß (Ranunculus thora)
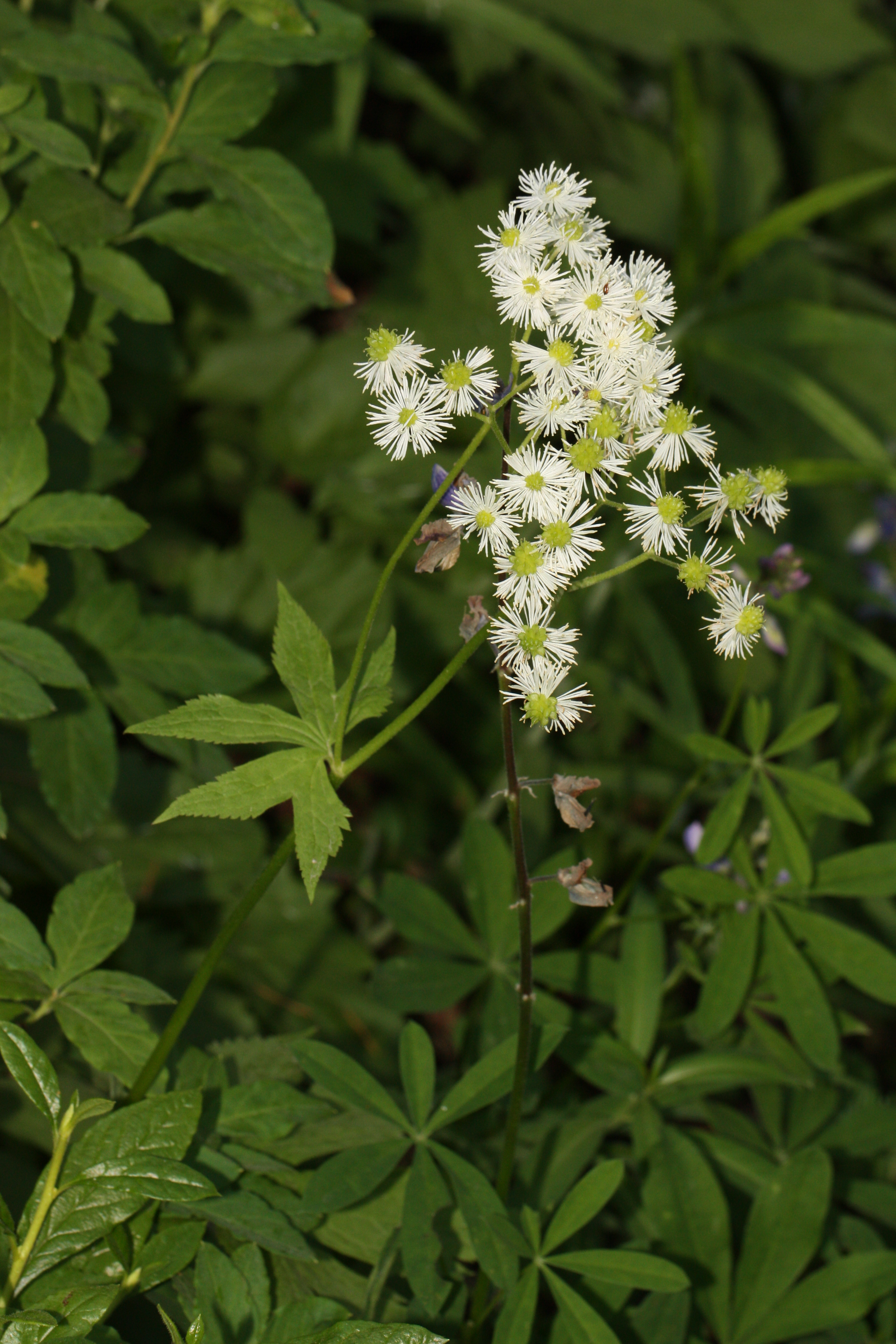
Tribus Ranunculeae: Falscher Wanzensame (Trautvetteria caroliniensis)

## Weiterführende Literatur
- Sara B. Hoot, Kyle M. Meyer, John C. Manning: Phylogeny and Reclassification of Anemone (Ranunculaceae), with an Emphasis on Austral Species. In: Systematic Botany. Band 37, Nr. 1, 2012, S. 139–152, doi:10.1600/036364412X616729, (Abstract).